# Convivencia

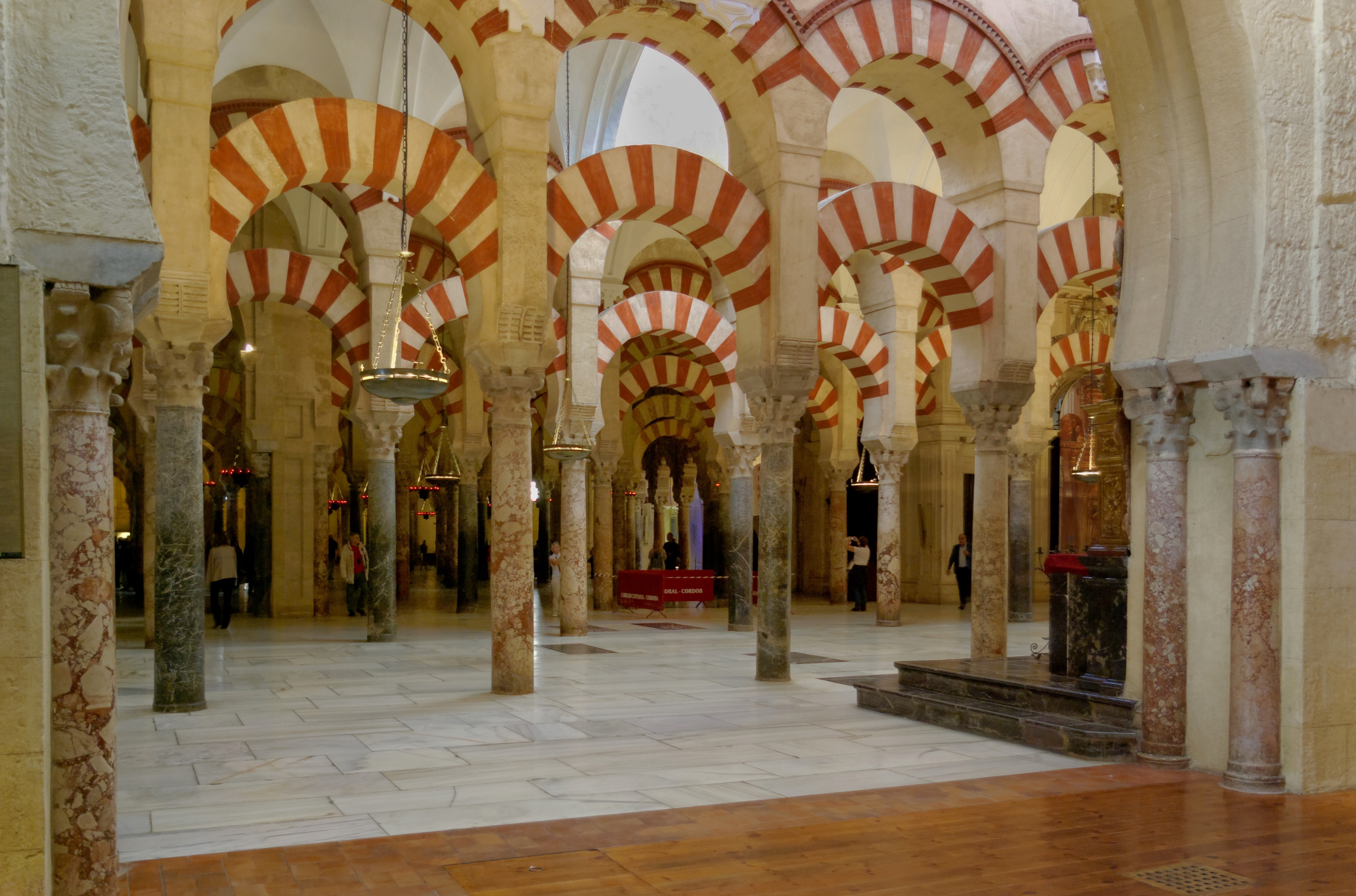
La Mezquita de Cordoue avec les arcs outrepassés de style romano-wisigothiques (salle des colonnes).

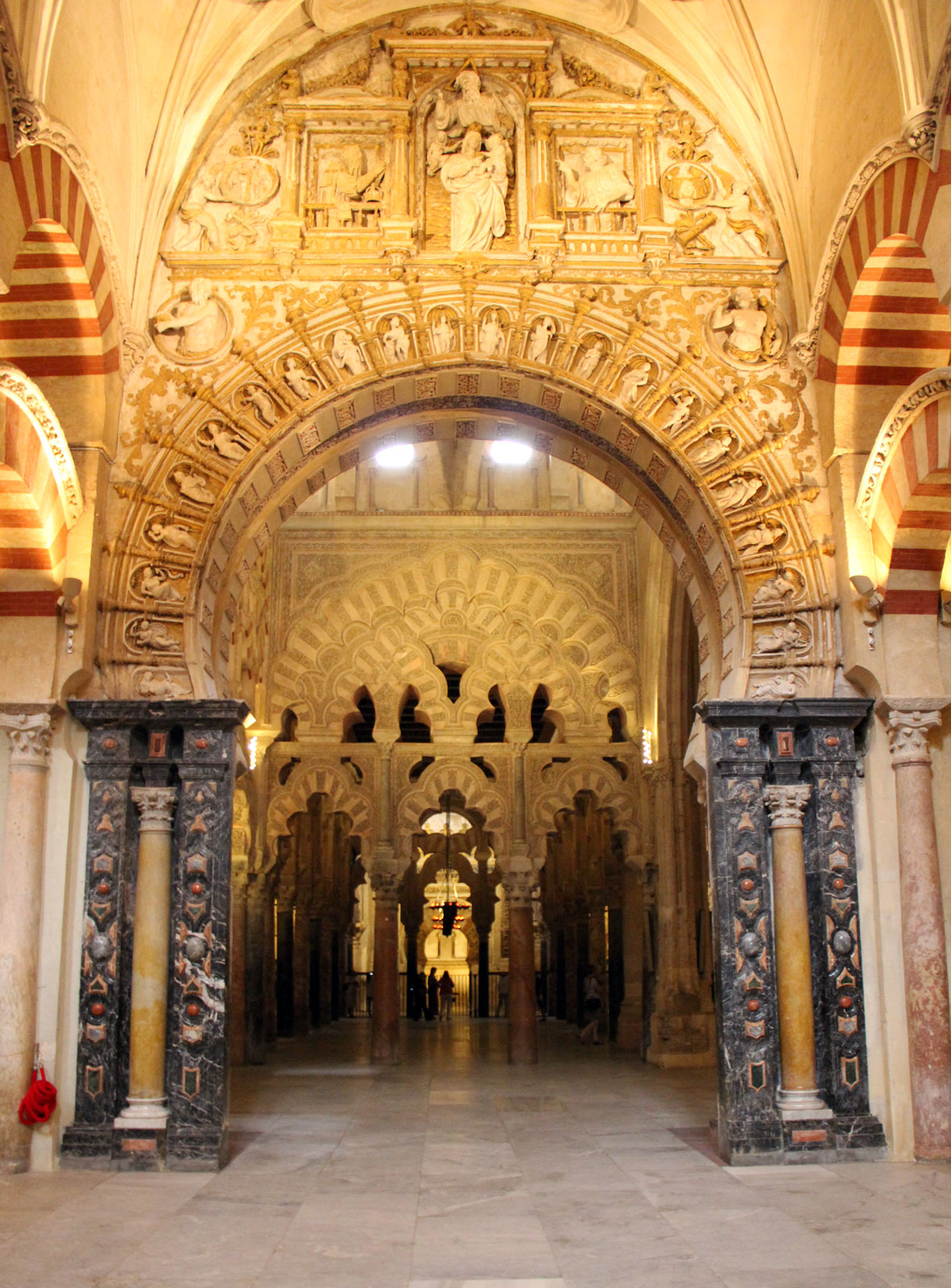
Intégration de la cathédrale dans la mosquée.

La Convivencia (en espagnol, de convivir, « vivre ensemble », « convivence ») est un concept qui a été utilisé par les historiens de l'Espagne au XXe siècle, mais a été très controversé comme anachronique puis abandonné par la plupart au XXIe siècle, pour évoquer une période de l'histoire médiévale de la péninsule Ibérique (et en particulier d'Al-Andalus) pendant laquelle la coexistence entre musulmans, juifs et chrétiens se serait déroulée dans un état de relative paix confessionnelle et de tolérance religieuse, et durant laquelle les échanges culturels étaient nombreux.
Ce concept est popularisé par Américo Castro pour décrire les relations entre chrétiens, juifs et musulmans dans la péninsule durant la période historique hispanique qui court depuis la conquête de l'Hispanie par les Omeyyades, à partir de 711, jusqu'à l'expulsion des Juifs d'Espagne en 1492 (année cruciale) après la fin de la Reconquista. Castro présente cette période comme un « pluralisme stabilisé » dans lequel des échanges et dialogues auraient enrichi des groupes d'obédience différente, ayant des rapports essentiellement pacifiques, et affirme que c'est cette conjonction qui favorise le développement culturel de la péninsule.
Mais si la cohabitation des religions est la norme dans la péninsule Ibérique médiévale, le concept de Convivencia, dans son acception universitaire, est quant à lui vivement controversé. Les débats universitaires tournent autour de la vérification des points avancés, de la pertinence historiographique du concept en tant qu'outil historique et de sa nature profonde. Néanmoins, les recherches qui lui sont associées permettent de faire avancer la compréhension des relations entre les groupes qui constituaient les Espagnes médiévales, leurs dynamiques, et les conséquences de leurs interactions. Ces études font d'Al-Andalus l'une des sociétés islamiques médiévales les mieux connues, à la fois par les écrits et par l'archéologie.
Ainsi ces études mettent en avant la forte variabilité des régimes et des situations dans le temps, un grand dynamisme des populations et des conversions massives régulières. Les sociétés sont organisées par la juxtaposition de communautés religieuses souvent rivales, autonomes et inégalitaires. Les frictions, les tensions et les suspicions sont nombreuses, exacerbées par les conversions, par la crainte de l'hybridation religieuse et du métissage. Si la cohabitation n'est pas pacifique, il n'existe pas non plus de politique de persécution. La Convivencia entre chrétiens, juifs et musulmans, au mieux précaire, serait ainsi plutôt vue comme une « nécessité inconfortable » qui va de pair avec l'absence de principes juridiques déclarés, absence dont les conséquences sont néfastes.
Une des raisons qui pousse à l'abandon du concept de Convivencia par les historiens est sa proximité chez le public du XXIe siècle avec des notions contemporaines, générant des confusions et des incompréhensions. Ainsi, en français, le terme Convivencia entretient un lien étymologique aussi fort que trompeur avec le concept politique positivement intégrateur du « vivre-ensemble ». Or les notions mêmes de tolérance et d'« intégration » sont étrangères à la pensée médiévale. Elle sont vues comme un risque d'affaiblissement de la foi de chacun, de syncrétisme voire de schisme. Les systèmes mis en place servent à délimiter des catégories sociales et non à les faire évoluer. Les communautés vivent juxtaposées et combattent fermement — et parfois violemment — toute tentative d'intégration : le mariage entre membres de confessions distinctes est impossible et les rapports sexuels sont punis de mort.
Par ailleurs, en se focalisant sur les religions, le concept de Convivencia a tendance à éclipser d'autres éléments clefs structurant ces sociétés médiévales et leurs évolutions : langue, culture, ethnicité, genre, statut social, âge.
Cette cohabitation induit cependant de nouvelles formes culturelles à tous les niveaux de la société et marque profondément l'histoire de l'Espagne par les périodes importantes durant laquelle elle perdure. La langue arabe est un vecteur majeur de transmission et d'enrichissement de la connaissance pour l'Occident  « grâce aux traductions en latin et en langues romanes [qui] débouchèrent sur le majestueux déploiement scientifique de la Renaissance  », et, déjà auparavant, sont à l'origine de la dite renaissance médiévale du XIIe siècle.
Mais, en parallèle des débats universitaires, se sont développés sur ce substrat historique des mythes contemporains, à portée politique, très critiqués pour leur manque d'objectivité et de rigueur.

## Concept

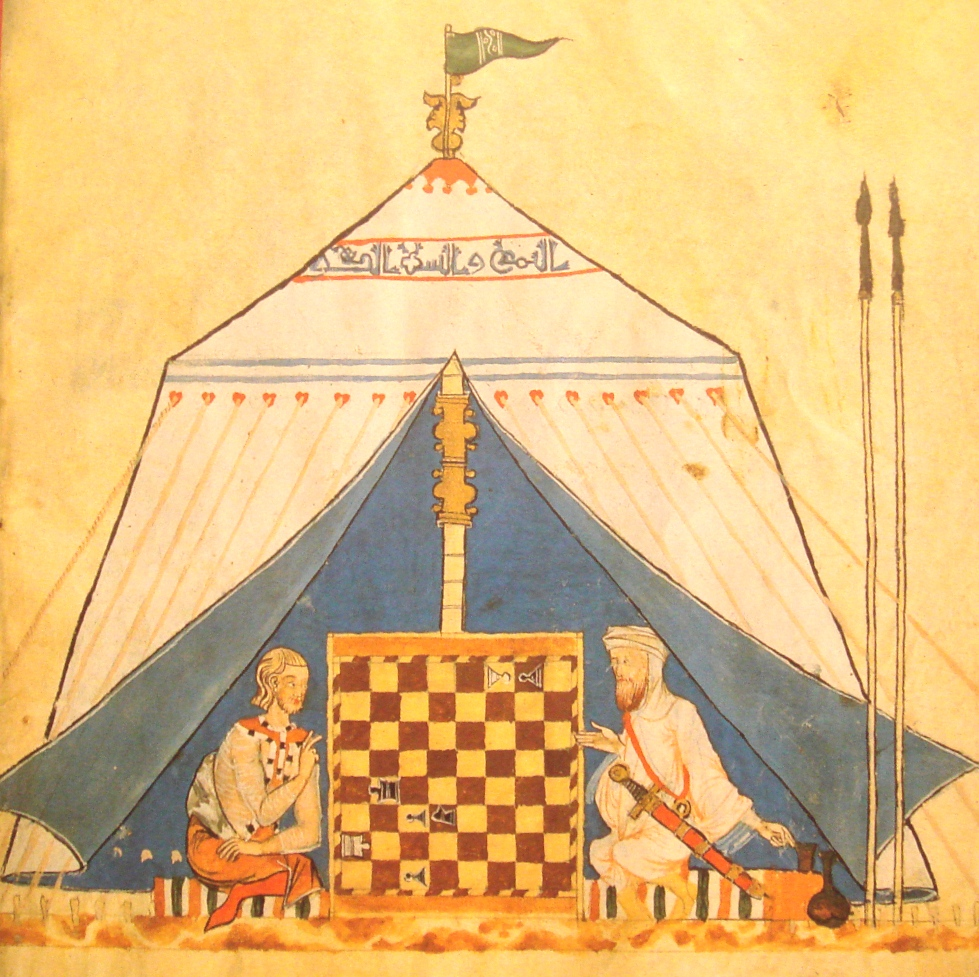
Livre des jeux traduit de l’arabe au latin lors du règne d'Alfonse X Le Sage.
Notons que le musulman est armé, qu’on est dans sa tente, et qu’il est en train de battre le chrétien, qui du reste n’a pas d’armes. Ce dernier serait-il un prisonnier ? Voici une image qui montre toute la complexité et l’ambigüité de notre sujet : jeux [sic] amical apparemment entre hommes de religions différentes ; mais les contextes de guerre et de capture sont évoqués

En espagnol, le terme de convivencia est le substantif dérivé du verbe convivir qui signifie littéralement « vivre avec l'autre ». Il suppose une plus grande proximité que coexistencia (« coexistence »), qui, à l'instar du terme français, peut impliquer une indifférence mutuelle des protagonistes. Dans tous les cas, et contrairement à son usage en anglais, le terme est utilisé de façon indépendante du contexte religieux, historique ou social. Dans les sources espagnoles, il est associé à la période qu'il décrit et, dans le contexte de la Reconquista, est souvent associé à — ou remplacé par — des termes plus précis comme tolérance, dialogue interreligieux voire, quittant le domaine religieux, celui de coexistence culturelle (« trois cultures »),.
Le terme « convivencia » pour décrire cette période commencée en 929 apparaît au début du XXe siècle sous la plume de l'arabiste Julián Ribera, avant d'être popularisé en 1948 par Américo Castro, dans son ouvrage fondamental, España en su Historia, cristianos, moros y judíos alors qu'il s'interroge sur l'essence de l'Espagne, la notion d'hispanité et l'avenir de son pays. Il donne à ce mot le sens très spécifique de « vécu commun », très éloigné de son sens littéraire, et qui inclut extensivement les violences, les conflits et les guerres. Selon Castro, ce « vécu commun » est à l'origine de l'hispanité. La convivencia, qu'il traite de « maladie », n'est ni heureuse ni positive et implique des résistances, des tensions et des rejets ; elle est à la fois « source d'orgueil et handicap ». Le débat qui s'ensuit avec Claudio Sánchez-Albornoz participe à la diffusion du terme. À la chute du régime franquiste, le concept est abandonné en Espagne avec l'ensemble des thèses essentialistes. Celui-ci renaît aux États-Unis dans les années 1970 selon son sens usuel et dans une perspective très différente : celle du multiculturalisme nord-américain. Il est développé et critiqué par de nombreux auteurs dans le cadre d’un «  monde moderne toujours plus sensible aux relations tendues au sein d’une communauté mondiale multiethnique […] » et est alors « associé à une galaxie de termes anthropologisants (acculturation, symbiose, diffusion, emprunt) et flirtant parfois avec l’anachronisme (assimilation, intégration, colonisation, tolérance). » Utilisé dans un contexte très politique, il est employé plus spécifiquement pour décrire la coexistence pacifique des trois religions dans la péninsule Ibérique durant la Reconquista, voire seulement dans l'Andalousie musulmane, dans des termes relevant du mythe et de l'idéalisation,.
Le concept de convivencia se réfère à l'idée de tolérance religieuse et à l'échange d'idées entre les trois religions. Le romancier James Carroll fait appel à ce concept et indique qu'il a joué un rôle important pour la diffusion de la philosophie classique en Europe, avec des traductions depuis le grec, l'arabe, le latin et l'hébreu.
Pour James L. Heft, la Convivencia est l'une des rares périodes historiques durant laquelle les trois religions « n'ont pas pris leurs distances les unes par rapport aux autres, ni n'ont été en conflits » alors que durant l'essentiel de leur histoire commune elles ont été soit « ignorantes les unes des autres », soit « se sont attaquées mutuellement ».
Des exemples habituels de coexistence sont ceux des villes de Tolède ou de Cordoue sous domination musulmane, du IXe au Xe siècle. Cordoue fut « l'une des plus importantes villes du monde » où « les chrétiens et les juifs étaient à la cour royale et dans la vie intellectuelle de la ville ». María Rosa Menocal décrit également Cordoue comme une « référence globale sociale importante, représentant la quasi-perfection ».
José-Vicente Niclós y Albarracin distingue, dans la péninsule Ibérique, quatre périodes de dialogue interreligieux associées à autant de zones géographiques : au sud de la péninsule (Grenade et Cordoue) du VIIIe au XIe siècle ; la convivencia pacifica des XIIe et XIIIe siècles au centre de la péninsule (Tolède) ; la fin du XIIIe siècle dans la zone méditerranéo-catalane (Barcelone) — période de naissance des universités européennes — et la période Renaissance et post-Moyen Âge, du XVe au XVIIe siècle dans la ville de Valence.
Pour Fernando Girón, la Convivencia doit se comprendre par la mise en place de conditions favorables au maintien de l'activité des intellectuels, venant éventuellement d'autres religions et vivant sous le statut de dhimmi en l'absence de manifestation pouvant gêner les musulmans. Il s'agit alors d'une pratique beaucoup plus largement répandue que dans les seule Espagne médiévale, dont Cordoue n'apparaît que comme l'un des foyers. Dans un premier temps, la diffusion du savoir en arabe se base sur la traduction d'ouvrages compilés dans l'Empire byzantin. Cette politique est discontinue durant l'âge d'or islamique temporellement comme géographiquement, dépendant tant de la progression de l'islamisation des sociétés conquises que des changements de gouvernance.

## Contexte historique
Après la conquête de l'Hispanie wisigothe à partir de 711, la péninsule voit arriver deux vagues de musulmans, la première en 711, la seconde en 741. La situation politique est très instable. En 755, Al-Andalus devient indépendant avec l'arrivée au pouvoir d'Abd el Rahman I, même si lui et ses successeurs acceptent encore l'autorité religieuse des Abbassides pendant deux siècles. Il mène une politique de redistribution des terres chrétiennes à ceux qui le soutiennent et à ceux qui se convertissent à l'islam. À la mort du souverain, en 788, l'essentiel de ses territoires a retrouvé une stabilité politique et militaire.
Les premières sources écrites sur la conquête datent des IXe et Xe siècles. La principale est le récit de l’historien andalou Ibn al-Qūṭiyya Ta’rikh iftitah al-Andalus (Conquête d'al-Ándalus). Décédé en 977, son récit est postérieur de deux siècles aux événements qu'il affirme décrire « de mémoire ». Il y révèle l'importance des traités entre Arabes et Wisigoths. Jusqu'à la fin du VIIIe siècle, il existe très peu d'indices sur les relations que pouvaient avoir chrétiens et musulmans, mais il semblerait que ces derniers aient été relativement peu nombreux.
Au VIIIe siècle, les chrétiens nicéens (que les sources occidentales postérieures à la séparation des Églises d'Orient et d'Occident dénomment « catholiques ») perçoivent l'islam comme une énième hérésie au sein du christianisme, et non comme une religion distincte. Jusqu'à l'islamisation suscitée par Abd al-Rahman II (822-852), l'église mozarabe collabore avec les nouveaux souverains en échange de tributs ; les évêques coopèrent pleinement et maintiennent leurs privilèges économiques. Euloge de Cordoue au milieu du IXe siècle reste dans cette optique. Du point de vue culturel mozarabe, l'intégration est difficile. La littérature arabe, bien qu'en plein essor, n'a pas encore atteint son développement maximal et n'est pas encore vue comme facilitant la transmission du savoir antique. La poésie arabe est décrite comme orgueilleuse et héroïque, et inférieure à la culture classique des auteurs mozarabes, décrite comme plus rationnelle que sa contrepartie orientale, notamment par Euloge de Cordoue, qui déplore l'éducation arabe à laquelle les chrétiens étaient soumis. Cependant, cela semble être plutôt adressé aux chrétiens arrivés à la cour, qui collaborent et dont la plupart finissent par se convertir à l'islam, dans un contexte où les malheurs des chrétiens sont interprétés par le courant rigoriste comme la conséquence du rapprochement avec les musulmans.
Les souverains appliquent une « politique coloniale » : ils renomment les villes et les fleuves, réaménagent les lieux de culte chrétiens en mosquées. Les autochtones chrétiens et juifs, sont, conformément à la charia, soumis au régime juridique du dhimmi : leurs droits sont réduits et ils souffrent de nombreux désavantages vis-à-vis des musulmans. En particulier, ils ne peuvent construire de nouvelles églises, paient une taxe de protection (la djizia), foncière et per capita, qui ne leur garantit pas toujours la tolérance, ni l'effectivité de la « protection ». Néanmoins, durant le règne omeyyade, l'expropriation de biens chrétiens ou juifs se fait « souvent » contre rétribution et dans des conditions favorables, .
La ville de Cordoue atteindra jusqu'à 200 000 habitations, avec un aspect fastueux. Après les hésitations des débuts, l'administration devient uniquement musulmane. Aux IXe et Xe siècles, la population musulmane, qui était minoritaire, devient dominante. Les monnaies, auparavant bilingues, ne sont désormais frappées qu'en arabe. La population est très hétérogène ; au-delà des trois religions, on distingue les Hispaniques, les Berbères — qui constituent l'essentiel des troupes armées — et les Arabes, peu nombreux mais qui forment une « aristocratie guerrière », très attachée au sol et respectée en raison de la qualité de « compagnons du Prophète » de ses membres. La fragilité des alliances entre les Arabes et les tribus d'Afrique du Nord alimente longtemps la méfiance des Omeyyades de Cordoue envers les Berbères dont ils ont besoin pour contrer les armées chrétiennes mais qui pourraient contester leur pouvoir. Ils en limitent le nombre en Andalousie jusqu'au règne d'Almanzor. Face à ces communautés guerrières, se développe une communauté de « sachants », dont l'autorité est basée sur l'interprétation juridique des textes religieux et qui s'oppose régulièrement aux premiers. Les communautés jouissent d'une large autonomie mais vivent juxtaposées, rarement en paix et jamais mélangées : s'il y a eu une arabisation linguistique et des conversions, il n'y a jamais eu d'« intégration »,: un Mozarabe parle certes arabe mais reste chrétien, et ces différences dégénèrent régulièrement en révoltes et soulèvements,.
Au milieu du IXe siècle, une vague de martyrs chrétiens — les martyrs de Cordoue — marque la répression de révoltes dont l’interprétation est qu’elles expriment des « mouvements nationalistes » (tels que décrits par Évariste Lévi-Provençal) ou qu'elles sont une réaction aux persécutions religieuses (thèse soutenue par Francisco Javier Simonet) ou bien à une perte d’influence sous l’effet des conversions massives à l’islam (les muladíes, مولّد ou muwallad, thèse d'Eduardo Manzano Moreno ; voir Vocabulaire des croisades et de la Reconquista). Dans tous les cas, leur existence est difficilement compatible avec l’état de convivencia. Quelle qu’en soit l’origine exacte, cette vague de martyrs commence après le règne de Abd al-Rahman II (822-852), marqué par son décret d'apostasie pour les chrétiens nés de couples mixtes et par une forte islamisation de la société : jusqu'en 929, on est encore loin de la Convivencia idéalisée d’Américo Castro. À la mort d’Abd al-Rahman II, Al Andalus est marqué par des révoltes des communautés muladíes, avec d'importantes régions vivant en dissidence de Cordoue. Les historiens les plus modérés parlent de « grave crise politique », beaucoup parlent de « première guerre civile » ou « première fitna » emmenée notamment par Omar Ben Hafsun. La fitna émirale oppose les « arabes » aux « muladis » qui prétendent obtenir le même statut social après leur conversion à l'islam : « la conversion ne semble pas considérée comme un critère suffisant pour être définitivement rangé dans le groupe des « musulmans » (Fierro, 2005 ; Aillet, 2009). Le portrait de la fitna émirale est en effet celui d’une société qui revient vers ses origines, vers sa ‘aṣabiyya indigène. » Ces soulèvements se concluent par la victoire emblématique de l'émir le 19 janvier 928.

## Convivenciadans les territoires contrôlés par les musulmans
Ramon Menendez Pidal et Américo Castro décrivent une situation de convivencia — pax musulmana — à partir de 929 après la proclamation, par Abd al-Rahman III, d'Al Andalus comme califat indépendant, c'est-à-dire au moment où le souverain refuse l'autorité religieuse des Abbassides de Bagdad. La mise en place de la convivencia résulte essentiellement, selon Sarah Mae-Thomas, de facteurs politiques. En effet, durant son règne, de 912 à 961, il mène une politique de réconciliation générale entre musulmans, juifs, chrétiens, Berbères, Arabes et Hispaniques. Il travaille directement avec des mozarabes, renouvelle son administration et met au pouvoir certains anciens esclaves juifs et chrétiens. Il permet alors aux juifs et aux chrétiens de pratiquer librement leur religion et met fin aux persécutions. Il s'appuie sur les juifs pour la diplomatie et le pouvoir. Son vizir juif, Hasdaï Ibn Shaprut, est emblématique de sa politique ; leur collaboration débouche sur « un pratique mariage d'idées » : chacun des deux aurait eu pour ambition de couper sa propre communauté de sa base orientale pour une indépendance religieuse et une avancée de la pensée. Ils créent de nombreux centres d'études, développent l'étude d'Aristote et de la philosophie grecque et se placent globalement dans la ligne des traductions en arabe des textes syriaques et grecs commencées dans les maisons de la sagesse de Bagdad durant le siècle précédent,. Pour Robert Hillenbrand, il s'agit de la première unification sociale en Espagne.
Quant aux Juifs, maltraités par les Wisigoths, l'hypothèse traditionnelle est qu'ils accueillent bien les musulmans avec qui ils connaissent une période initiale de stabilité et de liberté religieuse. María Rosa Menocal est d'avis que la tolérance était un aspect inhérent à la société andalouse. Les dhimmis juifs, bien que considérés comme des sujets de seconde classe, étaient mieux traités qu'ailleurs dans le monde. Al-Andalus était considéré par les juifs, ainsi que par des chrétiens adhérant à des sectes jugées hérétiques par Rome, comme une terre d'accueil. Al Andalus concentre alors les plus grandes communautés juives d'Europe, c'est l'âge d'or de la culture juive en Espagne. Pour Cyrille Aillet, ce Xe siècle est également l’âge d’or des Mozarabes qui constituent alors une « communauté dynamique qui s’attachait à marier christianisme et culture arabe ». Depuis l'instauration du Califat andalou et durant les IXe et Xe siècles, il existait en Europe « deux civilisations », celle chrétienne et celle d'Al-Andalus.

Au contraire de la culture latine, le dialogue culturel et littéraire entre juifs et musulmans se passe sans difficulté majeure. Les juifs, pour qui l'arabe est alors une « langue naturelle » et qu'ils parlent avec aisance, contrairement aux Berbères qui prennent le pouvoir au XIe siècle, deviennent médecins, comme Hasdaï ibn Shaprut, médecin de la cour et conseiller influent du Calife. Très cultivés, maîtrisant les langues romanes et l'hébreu, les Juifs traduisent des ouvrages scientifiques et servent d'intermédiaires avec les royaumes chrétiens. Contrairement aux chrétiens, ils sont en position de pouvoir peuvent défendre les membres de leur communauté sans être taxés d'« acomodaticios » (accommodants), critique que recevaient les chrétiens dans la même situation, de la part de leurs coreligionnaires et notamment des moines ayant opté pour une vie ascétique loin de Cordoue. Ils vivent du commerce, et font le lien entre la culture latine indigène et la culture musulmane en plein essor, ce qui fait dire à Carlos Carrette que, à partir de cette époque, dans la péninsule, trois cultures coexistent : 

« indépendantes, autonomes et délimitées, et cependant, homogènes, complémentaires et complètes »

— C. Carrette.
Plusieurs juifs accèdent aux plus hautes fonctions politiques, en infraction avec leur statut de dhimmi, qui en principe n'autorise pas des non-musulmans à commander aux musulmans, ou à porter les armes. Il existe cependant un fort contraste entre la haute société juive, versée dans les sciences et les arts, influente à la cour, et le reste de la population juive. « Si Cordoue est alors une ville de dialogue […] elle l'est sous l'autorité de l'Omeyyade, pour une toute petite frange des Cordouans, son élite intellectuelle : les juifs arabisés [qui maîtrisent bien le Coran] ».
Dès le Xe siècle, la communauté juive voit sa synagogue détruite sur ordre des jurisconsultes musulmans. José-Vicente Niclós y Albarracin répertorie de nombreuses humiliations et injustices imposées par ces juristes, et Serafin Fanjul inventorie les restrictions et obligations documentées et associées par le statut de dhimmi,, phénomènes qui augmentent durant le XIe siècle. Durant la période califale, les jurisconsultes essaient fermement de séparer chacune des religions, en imposant une « coexistence dans l'évitement  ». Leurs succès sont cependant limités, notamment dans la ville de Cordoue. Emmanuelle Teixer Dumesnil souligne cependant que « quand on répète inlassablement que les dhimmî ne doivent pas monter à cheval, doivent porter des signes distinctifs et ne peuvent se mélanger aux musulmans, c’est précisément parce qu’il se passe le contraire au sein de sociétés auxquelles ils sont pleinement intégrés ». Si les groupes confessionnels ne sont pas intimes, les quartiers populaires de la Qurtuba ne sont pas confessionnels et l'espace public est partagé. Les mariages entre chrétiens et musulmans restent nombreux parmi les domestiques et esclaves,.
Après la guerre civile (1011-1031) et l'effondrement du califat (1031), Al Andalus est divisé en royaumes, les taïfas. L'orthodoxie religieuse à laquelle le calife était censé veiller se relâche et les croyants d'autres religions peuvent accéder plus facilement au pouvoir. D'autre part, les nouveaux seigneurs, considérés comme des « usurpateurs », sont des Berbères et d'anciens esclaves (notamment slaves), essentiellement intéressés par des guerres avec leurs voisins. Ils n'ont confiance ni dans les Arabes ni dans les Andalous. Dans ces conditions, ils s'entourent de Juifs, ce qu'ils considèrent comme moins risqué. Ainsi, le juif Samuel ibn Nagrela devient vizir d'abord afin d'organiser l'administration de Grenade dont le roi Ziri ibn Menad et la tribu régnante n'avaient réorganisé que la levée de l'impôt. Il reste chef d'armée du sultan pendant plus de vingt-cinq ans au XIe siècle, durant la phase d'effondrement du califat en taïfas. Yekoutiel ben Isaac ibn Hassan fut, au XIe siècle, ministre de al-Mundir ibn Yahya roi de la taïfa de Saragosse,  et Abu al-Fadl Hasdai, vizir de l'émir houdide de Saragosse, Ahmad Ier al-Muqtadir. Durant le XIe siècle, malgré les saccages de la guerre civile, les guerres entre taïfas rivales, des avancées chrétiennes, malgré « l'instabilité et la décadence sociale » le rayonnement d'Al Andalus augmente, en particulier à Cordoue. Les érudits religieux se multiplient : lexicographes, historiens, philosophes, qui comptent parmi les plus brillants de leur époque.
Par ailleurs, la déchristianisation est rapide. L'église mozarabe se concentre en Bétique et il n'est trouvé aucun élément sur une présence chrétienne à Tolède entre 893 et 1067. De façon générale, les historiens Bernard Lewis, S.D. Goitein et Norman Stillman s'accordent à dire que le statut de dhimmi auquel étaient soumis les juifs et les chrétiens était un statut social manifestement inférieur, et qui s'est dégradé au fur et à mesure de l'effritement de la domination musulmane. Pour Christine Mazzoli-Guintard, les premiers signes de détérioration de la situation des dhimmis correspondent à l'avancée des armées chrétiennes vers le sud, « lorsqu'Al Andalus, à la dérive politiquement, se met à rejeter ce qui est différent » et affirme son orthodoxie religieuse, notamment à partir de 1064, lorsque tombe la première ville importante : Barbastro,. Deux ans plus tard, l'assassinat d'un vizir juif est suivi de pogroms (1066).

## Convivenciadans les territoires contrôlés par les chrétiens

### Contexte

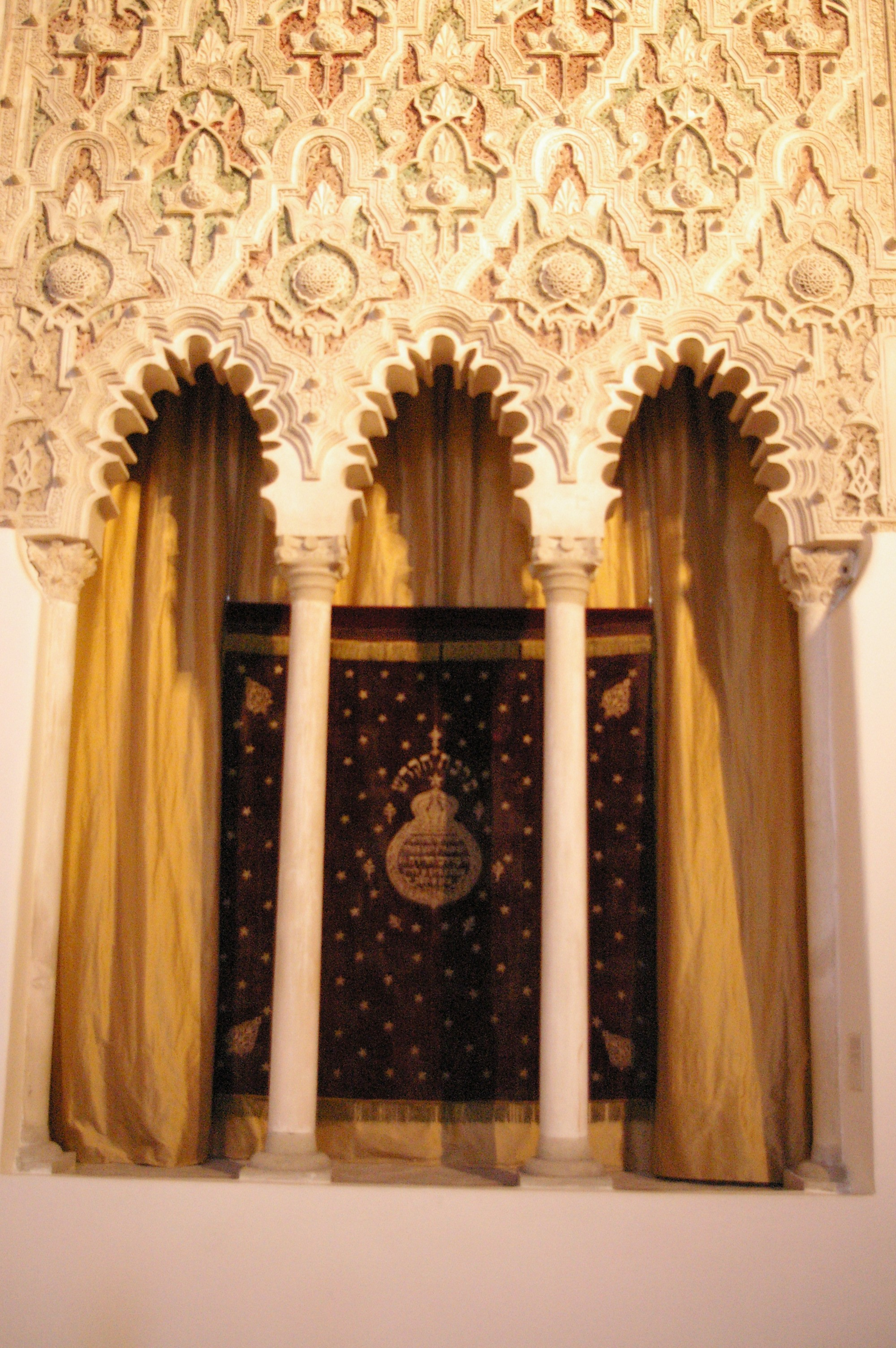
Synagogue El Tránsito de Tolède transformée en église, en 1492.

L'annexion de places musulmanes par les armées chrétiennes donne lieu à des négociations entre les princes chrétiens et les musulmans sur les conditions de leur reddition, essentiellement sur le statut des populations musulmanes. Très favorables à ces dernières, elles sont décrites comme des « magnánimas concesiones » par les documents historiques. Pour les chrétiens, elles semblent être surtout un moyen de pacifier les places conquises, et leur application « déforme radicalement et profondément le modèle initial ». Dans le royaume de Castille, le modèle initialement mis en place est très avantageux pour les musulmans, notamment dans les zones où ils sont une écrasante majorité. Après avoir défait le soulèvement mudéjar et soumis le royaume de Grenade (1266), Alphonse X remet en cause les clauses signées dans  les territoires de la basse Andalousie et de Murcie, rendant la situation des mudéjars plus difficile. En outre, il soumet ces territoires à une intense propagande religieuse pour convertir ces territoires et déplace des populations pour renverser le rapport de force entre chrétiens et musulmans.
Dans la plupart des territoires passés sous domination des rois chrétiens, les musulmans continuent à vivre, de même que d'importantes communautés juives. Au contraire des périodes précédentes, la documentation est relativement abondante.
Dans un premier temps, les rois chrétiens adaptent le schéma musulman de communautés juxtaposées, favorisant alors les chrétiens. Les musulmans sont alors soumis au statut de mudéjar, très semblable à celui de dhimmi. Ils s'organisent en aljamas, très proches des municipalités chrétiennes, et s'administrent de façon autonome par « suna et xarxa »,. Les musulmans étaient essentiellement agriculteurs, tant comme locataires que comme propriétaires, mais se distinguaient aussi dans l'artisanat (poterie, cuirs, soies, savons, etc.), la construction et élaboration des matériaux de construction. Ils possèdent un monopole dans la fabrication du papier à Xàtiva, et jouent un rôle prépondérant dans le transport. Cette situation ne résulte pas d'une « tolérance » chrétienne, mais d'une nécessité pratique pour les nouveaux « colons ». Ceux-ci, trop peu nombreux, ne peuvent remplacer les agriculteurs musulmans par des chrétiens. En terre chrétienne, l'esclavage est également toléré contre les « infidèles », « la péninsule ibérique, au temps de la Reconquête est donc le pays chrétien où fleurit l'esclavage. Mais les nécessités mêmes de Reconquête, en imposant de composer avec les populations vaincues pour conserver leur présence et leur activité, restreignent un mouvement dont l'ampleur eût put être inouïe : la persistance de populations musulmanes en pays chrétiens, le mudejarisme, a retreint dès le XIe siècle l'esclavage ». Comme lors de la domination musulmane, les Juifs exercent les occupations dévalorisées ou interdites par les autres religions. La plus célèbre est le crédit, les juifs pouvant demander des intérêts aux non-juifs.
Chacune des communautés jouit de ses propres lois, contraintes et impôts,.
La ségrégation entre communautés est la norme, tant à l'initiative de l'Église que des communautés musulmanes et juives  pour « sauvegarder » la foi de chacun. Les conversions vers le christianisme sont nombreuses et rapides dans les villes, ce qui ne va pas sans provoquer des tensions entre communautés, et des litiges portant notamment sur l'héritage des biens du converti. Il y a peu de restriction à se déplacer, y compris pour effectuer un pèlerinage, mais il est difficile d'émigrer.
La vie quotidienne en Aragon était marquée par la volonté de renforcer les barrières et prérogatives de chacune des communautés. Une des sources de tension quotidiennes était liée aux conversions ; seule la conversion d'une minorité vers le christianisme étant possible, la conversion du judaïsme vers l'islam ou vice-versa pouvait susciter des violences entre ces groupes. La seconde source de tension quotidienne, et la plus importante, était liée à  la sexualité. Chacune des communautés interdisait à ses membres d'avoir des rapports sexuels avec des individus d'une autre confession. Les condamnations étaient particulièrement lourdes et la peine de mort souvent requise. Cette situation générait de nombreux chantages, au point que l'accusation de métissage, d'adultère ou de prostitution avec une autre communauté devint le stéréotype du discours accusatoire à des fins personnelles, qui se finalisait en amende afin de payer le fonctionnement des communautés, et ce, même en cas d'acquittement.
Ce modèle est mis en place dès la reconquête des villes catalanes du sud de l'Ebre : Tortosa, Tuleda. Il est généralisé, et perdure en se transformant durant 150 ans environ, avant que l'espace culturel musulman ne se réduise nettement avec l'avancée de la féodalité et l'organisation des villages en universitas.
En 1215, au concile de Latran IV, le pape Innocent III demande aux rois chrétiens que les musulmans soient habillés de façon discriminatoire, de façon que leur statut inférieur soit mieux pris en compte, une façon d'éviter de mettre en péril la foi chrétienne, et de forcer les conversions au christianisme. Cependant, la mesure n'est pas appliquée lors des redditions ultérieures des taïfas, notamment lors de la chute de Valence, tactique qui semble avoir eu pour objectif de s'allier la population de la ville conquise.
Les rois chrétiens profitent également de la culture des conquis pour leur propre usage – administration, traduction du grec, du latin, médecine. C’est notamment vrai pour les zones densément peuplées à l’arrivée des chrétiens. Ces conquêtes sont l'occasion de s'approprier les savoirs et savoir-faire préexistants.

### Tolède

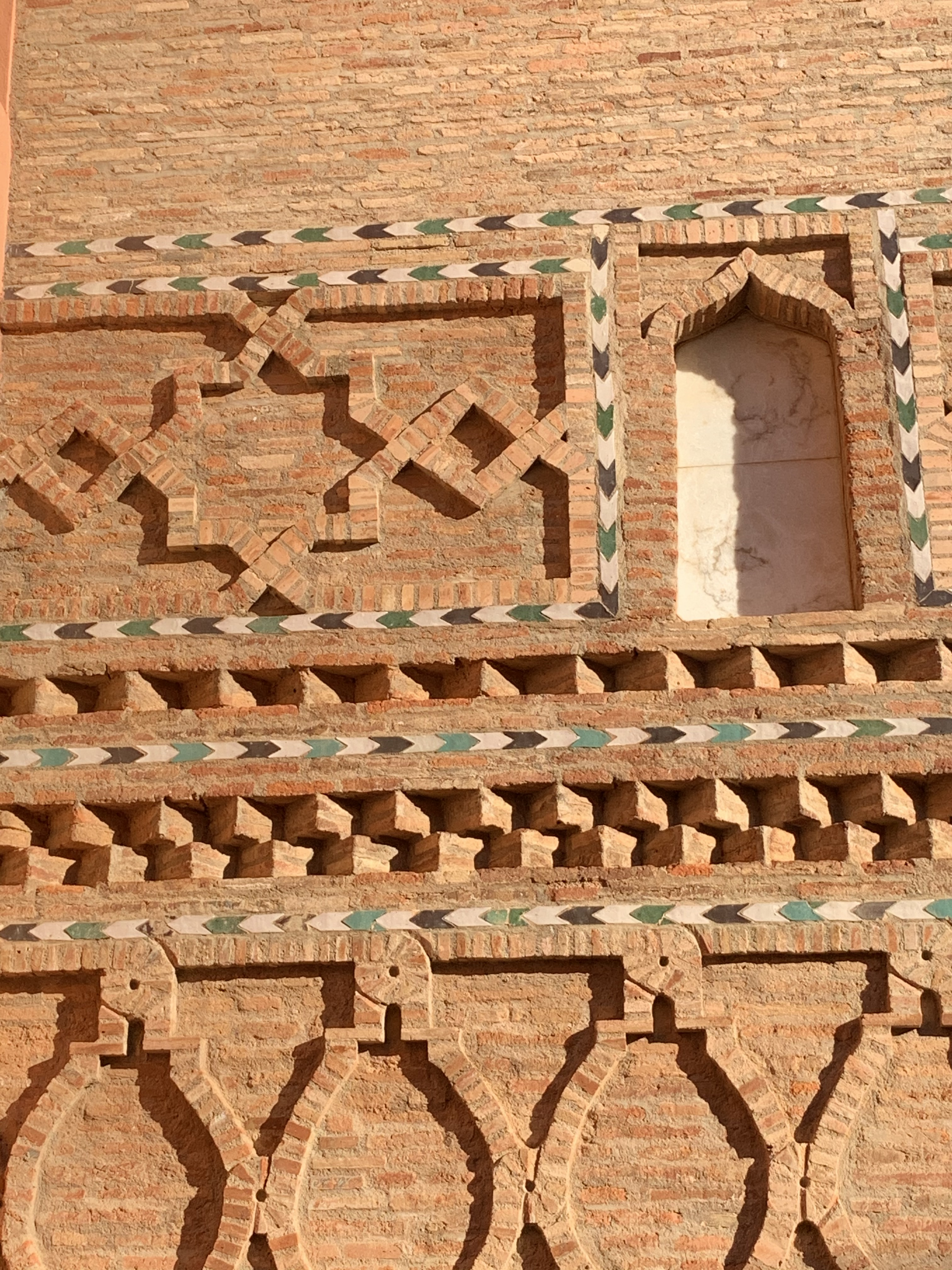
Détail d'architecture mudéjar de l'église de Santa Maria de Tobed

Tolède est l'exemple le plus classique de coexistence pacifique des trois religions aux XIIe et XIIIe siècles. Capitale du royaume wisigoth, elle est soumise tardivement au califat (932), abrite des conciles (de 400 à 702) sur l'unité religieuse, le rôle critiqué et le statut des juifs, (dont certains présidés par l'archevêque Julien de Tolède, issu d'une famille juive convertie) et reste le premier siège épiscopal de la péninsule. La ville était riche, et sa situation culturelle enviable. À la chute de la taïfa, la ville était peuplée de 30 000 personnes environ. À sa conquête en 1085, commence une période connue comme convivencia pacifica. Lors de la conquête chrétienne, les musulmans peuvent y séjourner en vertu d'un accord passé entre Alphonse VI et Al-Qadir. Il est capital de souligner que le roi musulman accepte la reddition de la ville en échange de garanties négociées pour les musulmans. En écho au statut de dhimmi, le statut de mudéjar prévoit qu'en échange d'un impôt spécifique pour les non-chrétiens, leurs biens sont garantis,.
À Tolède, et entre autres exemples classiques, le roi autorise la construction d’une synagogue en 1180 et sa réfection en 1260 - édifice qui est construit par des ouvriers maures. Cette période marque profondément les villes de Séville, Tolède, Saragosse et cette architecture est connue sous le nom d'architecture mudéjare.
Après la Reconquête, les Juifs continuent leurs activités et commerces. Leur communauté augmente, notamment à Tolède où s'installent ceux qui fuient les persécutions almoravides. Ils vivent aux alentours de la ville, et semblent jouir chez les chrétiens d'un grand respect du début de la conquête jusqu'à la première moitié du XIIIe siècle. Les musulmans sont la communauté qui influence le moins la vie sociale après la reconquête. Dans la ville de Tolède, beaucoup sont tenus de se convertir et forment une minorité qui prend le nom de conversos à partir du XIVe siècle.
Trente ans après sa conquête par Alphonse VI, la ville devient au XIIe siècle le principal centre de traduction de l'arabe au latin en Europe. Au siècle suivant, Alphonse X le Sage patronne personnellement une traduction en castillan (ancien) de textes arabes sur l’astronomie qui deviennent le Libro del saber de astronomia. À la même époque époque, à Palerme, le roi Frédéric II de Sicile appuie le travail des traducteurs.
« La obra de los traductores contribuyó a hacer de Toledo un paradigma de sabiduría y convivencia entre los diversos grupos culturales. De igual forma, Toledo se ha convertido, en nuestra época, en símbolo de la tolerancia y luminaria de tradiciones culturales judías,musulmanas y cristianas. »
— José-Vicente Niclós y Albarracin.
        
« L'œuvre des traducteurs contribue à faire de Tolède un paradigme de sagesse et de convivencia entre les divers groupes culturels. De la même façon, Tolède s'est convertie, à notre époque, en un symbole de la tolérance, brillant des traditions culturelles juives, musulmanes et chrétiennes. »
La situation de Tolède au XIIe siècle est précédée par de nombreuses initiatives culturelles, celles de Pedro Alfonso « premier ambassadeur culturel des trois mondes », ou de Pierre le Vénérable.
« Les chrétiens reconquérants n'ont pas tous les atouts en main. Ils ont les atouts militaires ; ils sont les maîtres. En revanche, ils ont besoin d'intermédiaires musulmans, alors que les élites musulmanes se sont exilées, et, surtout, juifs. D'où le rôle majeur des juifs dans la traduction de la science gréco-arabe, et dans des fonctions d'administration en particulier financière à partir des XIIe et XIIIe siècles », selon Gabriel Martinez-Gros.
« Les Espagnols chrétiens donnent dans un premier temps aux juifs les mêmes privilèges que la dhimma [sous la domination musulmane] parce qu'ils pensaient que les juifs effectueraient le relais du régime musulman au régime chrétien », affirme également Esther Benbassa.
« La reconquête chrétienne donne lieu ainsi pendant une période à une nouvelle forme de Convivencia entre les communautés religieuses. Dans les royaumes d'Aragon, de Navarre et de Castille, juifs et musulmans sont plutôt bien traités. »[réf. nécessaire]

### Catalogne et naissance des universités
La Catalogne est issue des marches d'Espagne, l'un des premiers territoires à avoir été reconquis sur les musulmans. Gérone tombe aux mains des Francs en 785, Barcelone en 801. Le royaume d'Aragon qui s'installe par la suite continue son extension au sud. Quatre siècles plus tard, Majorque est enlevée (1229-1334) puis Valence en 1238.
Durant les XIIIe et XIVe siècles, sous l'impulsion des dominicains, des écoles de langues sont fondées en Catalogne et à Valence. Dès la seconde moitié du XIIe siècle, l'activité culturelle en Catalogne se développe autour de l'enseignement des langues et du dialogue entre religions, autour de deux grands penseurs Ramón Martí et Ramon Llull. Les deux principales villes à abriter ce dialogue sont Gérone et Barcelone. Les villes de Valence, Murcie et l'Afrique du Nord donnent un caractère particulier à l'étude des textes arabo-musulmans, en raison d'une part de la forte proportion de convertis, de musulmans et de morisques, et d'autre part de la vocation missionnaire de Marti et de Llull, tout autour de la Méditerranée, dans l'esprit de saint François d'Assise. La ville de Lleida se distingue également, étant la première ville du royaume d'Aragon à abriter une université. Pour A. Cortabarria, Ramon Marti, « premier orientaliste européen » a notamment inspiré la création de « Studia Linguarum »,. Comme Ramon Llull, dit « Arabicus Christianus », mais contrairement aux traducteurs de Tolède, ils cherchent le dialogue avec les autres religions, l'islam et le judaïsme, par la connaissance profonde de la culture des personnes à qui ils s'adressent. De telles écoles semblent avoir trouvé leurs racines dans l'école de Tolède et le Centre de traducteurs de Séville, mais elles prennent une grande importance en Catalogne. Au moins cinq écoles furent créées, dont une école d'arabe probablement à Barcelone. Au-delà de l’œuvre apologétique, cette période donne lieu à la traduction depuis l'arabe de nombre d'ouvrages de médecine et d'astronomie,. Après Ramon Llull, un Studium arabicum est également fondé à Valence et à Xàtiva (1281). Beaucoup ferment dans la décennie 1310.

« Il s'agit du dernier effort de produire des œuvres personnelles qualifiées sur l'étude de l'Islam et du judaïsme. »

Le dialogue et la confrontation avec les juifs et le judaïsme prend un tour institutionnel. C'est une disputatio, débat public devant les autorités, qu'elles soient universitaires, nobles ou ecclésiastiques. La disputation de Barcelone a notamment eu lieu en 1263 dans la cité comtale, à la demande de Ramon de Penyafort devant le roi Jaume I d'Aragon. Elle oppose frère Pau Cristià, converti dominicain et Moïse Nahmanide, rabbin de Gérone, qui aurait émerveillé le roi. Son succès suscite la jalousie de l'église, et, malgré un sauf-conduit donné par le roi, le rabbin termine sa vie en exil en Palestine. S'il est vraisemblable que certains aspects de cet épisode soient légendaires, il éclaire néanmoins sur les persécutions du XIVe siècle.
En parallèle du développement des Studia Linguarum, se développent en Europe les premières universités, dont un des centres fut l'école de traduction de Tolède, Bologne, Salerne. En France, l'université de Paris se développe avec une activité de philosophie et de théologie en relation avec les cultures arabes et juives et sert de modèle aux autres universités européennes. Le théologien Saint Thomas d'Aquin enseigne à Paris. Il assume et commente très tôt dans ses œuvres les idées provenant des deux autres religions. Il se base entre autres sur les œuvres d'Averroès, Maïmonide et Avicebron. Il se rapproche également des philosophes musulmans qui partagent les mêmes idées néoplatoniciennes, ce qui vaut à sa doctrine le titre de « secte mahométique ».

### Valence et l'imprimerie
Une dernière période de convivencia est proposée par José-Vicente Niclós y Albarracin, elle se situe dans la ville de Valence. Elle se trouve aux limites de la définition, d'une part par la période concernée (Renaissance), d'autre part parce qu'elle concerne plus spécifiquement juifs et chrétiens, mais surtout parce que la réalité de cette collaboration interreligieuse est discutée.
La production de papier avait été amenée par les Arabes dans la péninsule, et la fabrication est attestée dès 1150 à Xàtiva. Après son invention en Europe par Gutenberg en 1436, l'imprimerie se diffuse à très grande vitesse en Europe. S'il existe un débat sur le lieu de la première édition en Espagne (Barcelone ou Valence), la première impression documentée a lieu à Valence en 1474, et elle s'y développe rapidement. Or à cette époque, Valence vit son siècle d'or au contraire d'une grande partie de l'Europe. Elle profite de l'afflux de musulmans et de juifs sommés de se convertir en Castille, comme d'une partie de la bourgeoisie naissante fuyant les guerres du royaume d'Aragon.
Après la prise de Valence en 1238, la population juive de la ville fluctue beaucoup. De vagues d’émigration en vagues d'immigration et d'expulsion, l'implication de la population juive dans la vie sociale fut moins importante dans cette ville qu'ailleurs dans la péninsule. En 1391, une vague antisémite touche la péninsule et particulièrement le Levant. Commence à cette époque une nouvelle époque, celle des conversos : nouveaux-chrétiens et crypto-juifs. Les premiers tentaient de rejoindre la bourgeoisie des anciens chrétiens, les autres continuaient à vivre leur foi en secret.
Au contraire de la situation en Castille, les juifs d'Aragon n'avaient pas de rôle politique. En revanche, de nombreux convertis occupent alors des rôles de trésoriers. Ces familles sont connues par les documents des tribunaux de l'Inquisition. C'est par ceux-ci que nous savons qu'un groupe incluant des convertis s'attache à la traduction en catalan de la Bible et à son impression à Valence en 1477, événement culturel d'une importance sans précédent pour la ville.
Parmi les rédacteurs, deux pouvaient être des nouveaux chrétiens. D'après J. Ventura, suivi par J. Izquierdo, les autres étaient soit des crypto-juifs, soit des juifs qui travaillent d'après une source en hébreu et non d'après une Vulgate. Ils avancent que les 600 exemplaires étaient destinés à cette communauté. Le texte est en particulier relu par Jaime Perez, évêque de la ville, et par Jaume Borell, grand inquisiteur. D'après ces chercheurs, ces personnalités sont données comme caution aux futurs lecteurs pour leur donner la certitude que le livre soit autorisé. Par suite de la comparaison entre le texte de la Bible de Portacelli (1402) et celui de Valence, A Puig explore la piste crypto-juive,. Cependant, José-Vicente Niclós discute cette hypothèse pour conclure qu'elle est improbable. Il propose un autre cheminement qu'une source en hébreu pour expliquer les différences entre la Bible de Valence et celle de Portacelli : « Dire que cette œuvre imprimée fut réalisée par un groupe de convertis et pour un public de convertis est une supposition sans fondement interne dans les textes, et sans évidence historique. »

## Fin de laConvivencia

### En terres musulmanes
La situation se dégrade dès l'an 1000 avec la fin du règne d'Almanzor, les dissensions, l'éclatement du califat et le règne de seigneurs d'origine berbère. En 1011, après le sac du siège du Califat, Madinat al-Zahra, la prise de Cordoue par les troupes de Sulayman ben al-Hakam (Omeyyades) renversant le calife Hisham II al-Hakam (Omeyyade également) donne lieu à un premier massacre incluant des populations juives et chrétiennes,,.
Un événement plus spécifiquement dirigé contre les juifs survient lorsque Joseph ibn Nagrela succède à son père Samuel dans la fonction de vizir. Le 30 décembre 1066 a lieu le massacre de Grenade : une foule musulmane prend d'assaut le palais royal, crucifie Joseph ibn Nagrela, et tue une importante partie de la population juive de la ville. « 1 500 familles juives, représentant environ 4 000 personnes disparaissent en un jour ». Selon  les témoignages de l'époque et l'historien Bernard Lewis, le massacre est « généralement imputé à une réaction de la population musulmane contre un vizir juif puissant et ostentatoire ». Pour Christine Mazzoli-Guintard, ces événements sont la double conséquence des luttes de pouvoir à la cour et d'« un fond idéologique d'hostilité croissante forgé par les milieux intellectuels » pour exclure les autres religions des responsabilités politiques. Il s'agit du premier massacre important connu sous la domination musulmane en Espagne, faisant suite à des épisodes de moindre ampleur, comme à Cordoue en 1011 ou à Saragosse en 1039.
Après la chute de Tolède, en 1085, la situation se détériore nettement avec l'arrivée au pouvoir des Almoravides, souverains berbères qui considèrent les Arabes omeyyades comme des envahisseurs. Ce changement de pouvoir marque la fin de la Convivencia. Si dans l'administration et dans les sphères culturelles la présence de juifs se maintient, leur situation sociale se délite rapidement. Dans son traité de hisba, Ibn ‘Abdûn (actif vers 1100) va jusqu'à recommander d'interdire la vente de livres arabes à des chrétiens ou à des juifs.

« Si cette civilisation [Al Andalus] échoua, il ne faut pas rejeter la responsabilité sur la barbarie chrétienne. Al Andalus succomba à son inertie délicieuse, à ses certitudes maléfiques, mais d'abord à ses divisions internes, à ses rivalités ethniques. L'ordre imposé par les Omeyyades s'écroula avec l'avènement de princes trop faibles qui abandonnèrent leur pouvoir entre les mains de leurs vizirs et de leurs favoris. […] La foudroyante expansion de l'Islam explique pour partie cette implosion. »

— Michel del Castillo.
En 1118, Alphonse Ier d'Aragon fait subir de lourdes défaites aux Almoravides en prenant Saragosse, puis en assiégeant Grenade et attaquant plusieurs villes du Guadalquivir (1125-1126). Dans ces régions, les chrétiens sont déportés au Maghreb, ou doivent se convertir, ou s'enfuient en accompagnant les armées chrétiennes lors de leur retraite. L'ensemble provoque un déclin radical des communautés chrétiennes .
Ensuite les Almohades, qui supplantent les Almoravides dans l'Al Andalus, appliquent un islam intégriste avec une grande violence. Des destructions, des déportations, des conversions forcées marquent un point de non retour : « On tua des dizaines de milliers de juifs, on les persécuta, les obligeant à prendre le chemin de l'exil en direction de la Castille et de l'Aragon où les chrétiens les accueillirent à bras ouverts. ». De nombreux juifs s'exilent, dont le célèbre philosophe Maïmonide, qui, après un long périple, termine sa vie en Égypte à la cour de Saladin. Des juifs migrent vers l'Afrique du Nord où vivent des communautés juives importantes, d'autres s'enfuient au nord de la péninsule Ibérique.
La très rigoriste et puritaine doctrine almohade est inspirée par son fondateur, Ibn Toumert. Le calife Al-Mu‘min et son successeur Abû Yûsuf Ya‘qûb (1184-1199) la mettent en œuvre sous forme de politique intégriste et de persécutions envers ceux qui sont perçus comme hérétiques : les juifs, les fuqahâ‘ malikites et les philosophes. Lorsque Muhammad al-Nâsir (1199-1214) succède à Yûsuf, la doctrine almohade régresse rapidement.
Un schisme s'opère alors entre la doctrine puritaine appliquée par les mahdî d'une part, et d'autre part la haute société — la famille royale — friande d'art et de luxe. Le nouveau souverain favorise des chrétiens, allège la fiscalité, et concentre ses efforts sur le commerce et l'industrie. Mais la répression continue envers ceux dont l'orthodoxie paraît douteuse. Ainsi Averroès et Maïmonide, dans un premier temps encouragés, voient leurs œuvres brûlées (1189) et sont contraints à l'exil (Maïmonide en 1165, Averroès en 1197). La seconde moitié du XIIe siècle donne néanmoins lieu à des réalisations brillantes, dans un siècle qualifié « d'opulent » par Philippe Conrad. Les arts plastiques et la musique sont encouragés. Ils réalisent une synthèse des influences maghrébines et andalouses, notamment avec la construction de la Giralda dans leur capitale, Séville. Les dissensions internes affaiblissent ce pouvoir, bientôt emporté par la Reconquista des royaumes chrétiens (bataille de Las Navas de Tolosa, 1212).
Survit le royaume musulman de Grenade (1238-1492), qui fait allégeance au royaume chrétien de Castille qui devient, pour Pierre Guichard, un bastion du conservatisme religieux et culturel. La société est structurée autour d'une pensée malikite rigoureusement orthodoxe, elle se double d'une poussée mystique et de résistances acharnées qui dégénèrent en crise majeure de la culture andalouse durant le XIIIe siècle. Si le mysticisme trouve des échos dans les milieux populaires, la vie intellectuelle et religieuse est particulièrement méfiante. Les formes les plus traditionalistes dominent. Ibn Al Zubayr (mort en 1308) narre comment il lutte contre les superstitions et comment il obtient la lapidation d'un mystique hétérodoxe. Toutes les formes culturelles sont abordées mais sans renouvellement autre que la forme, et le résultat est généralement inférieur aux productions des Xe siècle et XIe siècle.
Avec l'avance des Castillans, beaucoup d'Andalusis fuient au sud de la péninsule. Lors de la chute des royaumes de Cordoue, Jaén, Séville et Murcie, beaucoup s'installent dans le royaume nazari. Les minorités mozarabes et juives qui avaient été abondantes dans les premiers temps ont pratiquement disparu lors de la domination almohade.
Cependant, avec la consolidation du royaume de Grenade, des juifs revinrent, emmenés par des marchands chrétiens qui installèrent des comptoirs dans les principales localités grenadines. La présence mozarabe est réduite à quelques groupes isolés : réfugiés politiques et marchands qui sont autorisés à pratiquer leur religion à titre privé. Il se crée un quartier juif et les contacts avec les chrétiens sont nombreux, au moins aux frontières : marchands andalous et génois, ouvriers, voire artistes sévillans venus décorer les palais princiers.
La population musulmane se divisait en une vieille population autochtone et une nouvelle venue des terres conquises par les Castillans. S'y ajoutaient deux autres groupes : les volontaires africains, et les prisonniers. La situation géographique des Nazaris faisait que les Castillans et Catalans y avaient une grande influence sur tous les aspects de la vie quotidienne, notamment la fourniture de vêtements, de nourriture et de boissons

### En terres chrétiennes

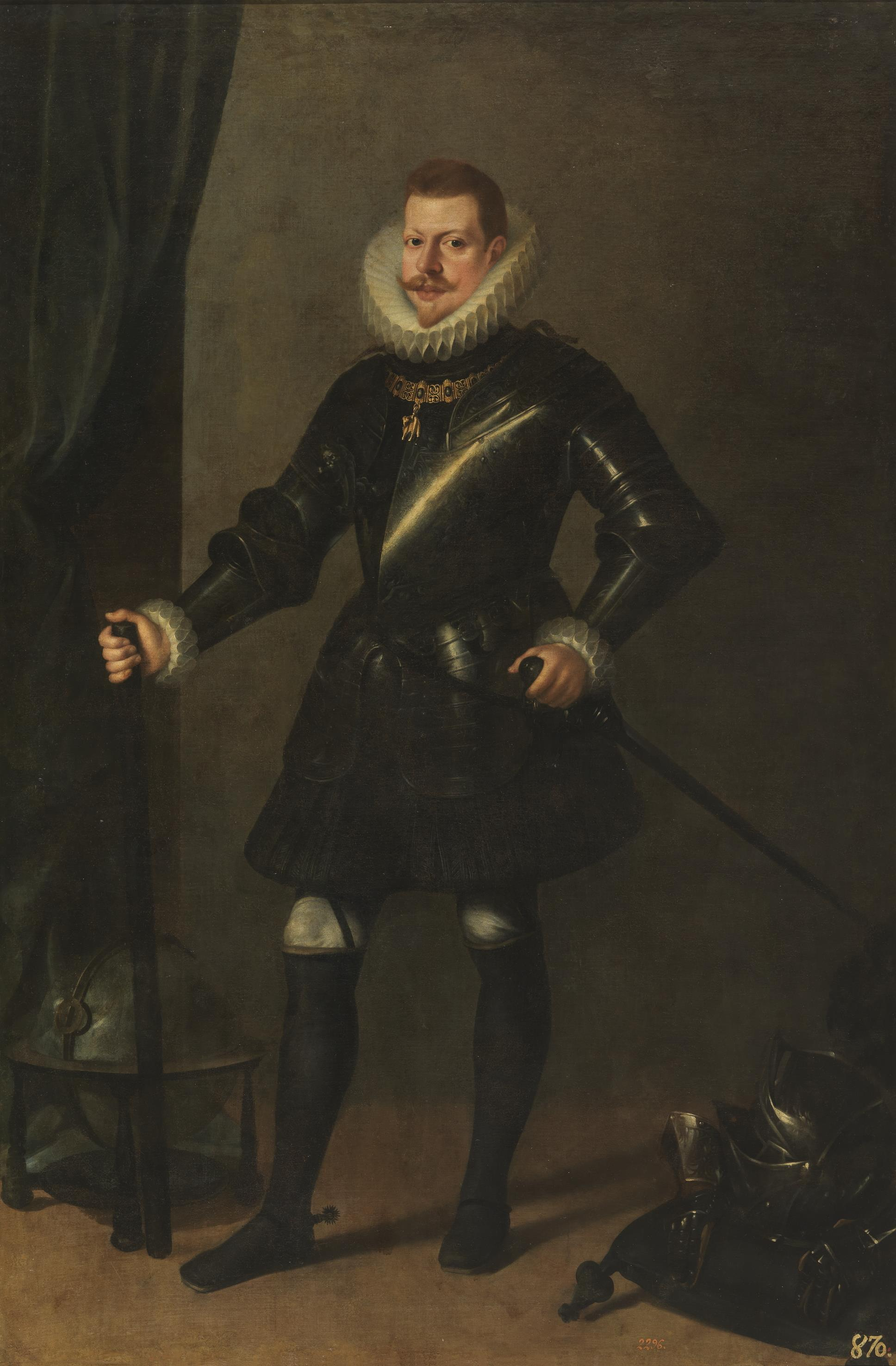
Philippe III.

Dès les conquêtes chrétiennes, la situation concrète des mudéjars est très variable selon la zone géographique et les conditions négociées, excluant l'application de la convivencia à l'ensemble du territoire.
Dans le royaume d'Aragon, et particulièrement dans le royaume de Valence, une longue série de révoltes a lieu à partir de 1244, s'intensifiant en 1276 et jusqu'en 1304. De même, en 1264, la révolte des mudéjars provoque des expulsions et expropriations dans toute la Castille. Dans le royaume de Valence, et au contraire des autres régions de la péninsule, les musulmans sont suspects de connivence avec des puissances musulmanes ennemies, à cause notamment de la proximité du royaume de Grenade. Ces suspicions chrétiennes historiques ont été corroborées dans différentes situations : incitations à la révoltes, alliance avec Grenade lors de raids contre Valence, etc..
Dans la continuité de la Croisade des pastoureaux de 1320, l'Aragon connaît une vague de violence dirigée contre les juifs. Pour David Nirenberg, l'État s'y oppose fermement, puisque c'est parce que les juifs collectent les impôts qu'ils sont attaqués. La situation se dégrade irrémédiablement à la fin du XIVe siècle : les juifs et les musulmans sont alors sommés de se convertir. À Barcelone comme dans d'autres villes de la péninsule ont lieu des massacres de juifs en 1391, sur ordre d'émissaires venus de Séville.
La politique de pureté du sang et de christianisation de la société est appliquée dans le royaume de Castille, puis, après l'union des Rois catholiques, dans le nouveau royaume d'Espagne et enfin dans tout l'Empire espagnol après la découverte des Amériques. Les persécutions durant cette transition politique ont donné lieu à des conversions forcées et à des phénomènes sociaux particuliers. Les descendants à partir de 1492 sont appelés morisques. Ce sont les musulmans restés en Espagne catholique après la reconquête de Grenade. Ils sont convertis de force au catholicisme et représentent entre 200 000  à   300 000 personnes dans la région de Valence et en Andalousie. Ils sont expulsés et déportés à la fin du XVIe siècle par Philippe III. Les marranes ou conversos sont les juifs convertis officiellement au catholicisme (souvent sous la contrainte) et qui continuent à « judaïser » secrètement. Persécutés par l'Inquisition, ils émigrent petit à petit ou abandonnent complètement leur judaïsme, à l'exception de quelques-uns au Portugal soumis à une politique plus clémente. Les séfarades sont au sens strict du terme les descendants des juifs émigrés d'Espagne à la suite du décret de l'Alhambra pris par Isabelle la Catholique.
En 1492, année de la découverte des Amériques, ont lieu la prise tardive de Grenade et l'expulsion des juifs d'Espagne, deux événements qui achèvent la Reconquista en mettant un terme définitif à la convivencia alors que cette transition politique se termine. En 1501 a lieu l'autodafé des ouvrages sur l'islam, puis en 1511 celui des ouvrages en arabe, qui aboutissent selon Christine Mazzoli-Guintard à l'amnésie du legs arabe en Espagne. Les morisques sont expulsés en 1609, après un siècle de conflit entre l'Espagne et l'Algérie. Le poids démographique des morisques à cette date est très variable selon les régions. Le pays valencien, où la relation entre morisques et chrétiens était alors conflictuelle, perd un tiers de sa population et se trouve ruiné après leur départ.

## Essor culturel
Selon certains historiens, et notamment María Rosa Menocal, la convivencia entre les diverses cultures qui peuplent les Espagnes médiévales est à l'origine d'échanges d'idées fructueux entre les cultures arabes, orientales et européennes. Ceux-ci ont donné lieu à d’indéniables transmissions de connaissances et réalisations originales, et ont été le moteur d'un essor culturel de grande ampleur, suscitant des transformations linguistiques, des avancées dans tous les domaines de la connaissance (sciences, techniques, médecine, architecture, agriculture, littérature, arts), ainsi que des transformations en profondeur des idées philosophiques et théologiques.
Malgré ces avancées manifestes, on constate néanmoins que les traducteurs se concentrent plutôt sur des savoirs universels, fondés sur des textes fiables et à l'autorité incontestable, mais excluent les textes religieux et négligent les œuvres philologiques et littéraires du monde de l'Islam. En outre, l’échange n’a guère lieu que dans un sens : « Du côté musulman, jusqu'au milieu du Xe siècle pour le moins, on ne discerne aucun souci de mieux connaître les Latins d'Occident. Ceux-ci étaient perçus comme des infidèles et des polythéistes, et ce que l'on savait de l'autre était mince, y compris en Espagne ou en Sicile où les musulmans étaient pourtant au voisinage immédiat des chrétiens. »
Ces transferts ne sont pas un apport délibéré du monde arabe au monde latin, mais une assimilation, recherchée par les chrétiens, des avancées d'une culture concurrente qui tenait son prestige autant de sa considération à l'égard des savants grecs et perses de l'Antiquité que de sa dynamique propre. Pour la médiéviste Danielle Jacquart : 

« Après une longue somnolence, dont il ne faut pas exagérer la profondeur, l'Occident médiéval connut au XIIe siècle un renouveau intellectuel, qualifié de "renaissance" depuis l'ouvrage de Charles Haskins paru en 1933. […] L'Occident se mit à s'approprier les richesses intellectuelles du monde arabe, au moment même où il se sentait assez fort pour le combattre par les armes. Alors que les expéditions des croisés en Orient ne jouèrent qu'un rôle mineur, le transfert de savoir se fit en Europe, aux marges des régions qui connurent l'occupation musulmane. […] Au XIIe siècle, les acquis et les progrès de la Reconquête firent de l'Espagne le lieu privilégié de la transmission. Vers le milieu du siècle, Tolède devint, par ses traducteurs, le symbole du renouveau occidental. »

— Danielle Jacquart
Il est difficile de parler de cette transmission sans parler des conditions matérielles dans lesquelles elles ont eu lieu. Celles-ci se firent à la suite des conquêtes, c'est-à-dire « un processus d'appropriation violente dont sont exclus les musulmans [...] Ces  traductions se firent en l’absence des savants musulmans, émigrés ou chassés en grande majorité, mais avec celle de savants mozarabes, chrétiens arabisés, et de juifs ». Il s'agit de spolia, fruit de la conquête et dépouilles des vaincus.
Par ailleurs les œuvres et traductions ne concernent que des milieux très restreints. Il est impossible d'en tirer des conclusions sociales, ni même de connaître la diffusion réelle de ces savoirs au-delà de cercles étroits. Il faut souvent se contenter d'une stratigraphie intellectuelle des transferts et d'une analyse du contenu des œuvres traduites.

« Si l'impact des traductions tolédanes est incontestable et relativement bien connu, les conditions de leur élaboration gardent une partie de leur mystère. La tentation d'éclairer les zones d'ombre amène souvent l'historien le plus honnête à se transformer en romancier. La personnalité des traducteurs et leur méthode de travail ne se discernent dans les sources qu'à travers un voile qu'il serait hasardeux de faire arbitrairement tomber. »

— Danielle Jacquart

## Critiques du concept

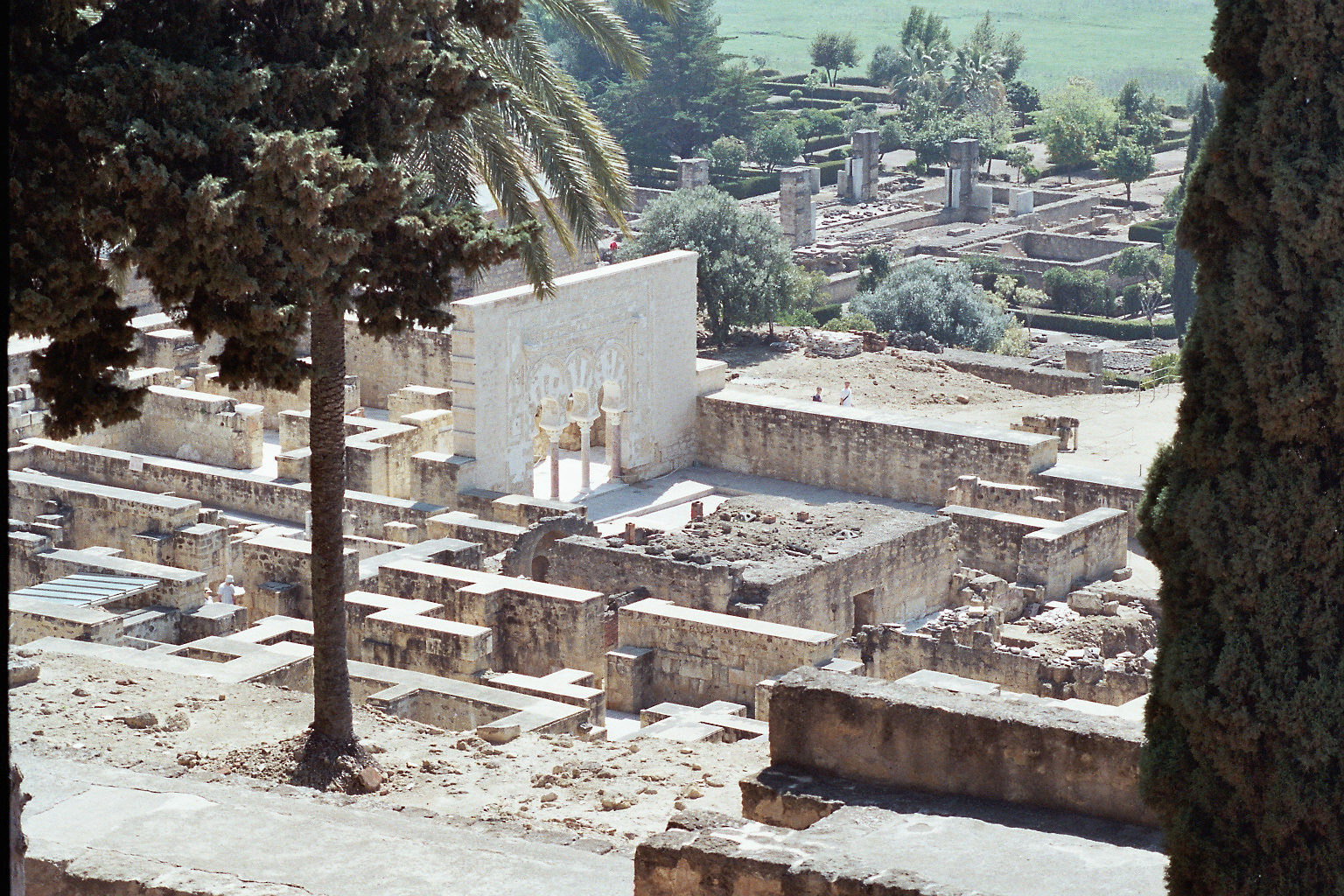
Madinat al-Zahra, ville palatiale détruite par la guerre civile d'Al Andalus en 1014

L'historicité d'un tel âge d'or culturel est cependant contestée et considérée comme un mythe dépendant d'extrapolations et d'une documentation trop peu fiable,,. Si Al Andalus est, à son apogée sous Abd al Rahman III, une civilisation opulente, pacifique dans ses frontières, voire présentée comme l'héritière de Rome pour ce qui est de l'esclavage et des villes[source insuffisante], pour Michel del Castillo, néanmoins, la convivencia reste un mythe aussi faux que son contraire, celui du fanatisme islamique, point commun qu'elle partage avec l'Europe contemporaine. L'historien David Nirenberg brosse également le portrait de l'Aragon médiéval où n'existe ni mentalité persécutrice, ni cohabitation pacifique. La convivencia, au mieux précaire est une « nécessité inconfortable ». L'auteur va même jusqu'à suggérer une perspective inverse : « La violence était un aspect central et systémique de la coexistence entre majorité et minorité dans l'Espagne médiévale », ajoutant que « la coexistence était en partie basée sur de telles violences ».

### Sociétés médiévales
En introduction de son article « La Tolérance andalouse a t-elle existé ? », Emmanuelle Tixier du Mesnil souligne que les nombreuses sociétés dont il est question sont toutes médiévales, alors que le concept de tolérance est né des guerres de religions du XVIe siècle et prend sa forme contemporaine au XVIIIe siècle. À ce titre, parler de tolérance andalouse est aussi anachronique et saugrenu que de discourir « de la souffrance animale dans la formation de l'Empire mongol ou de l'égalité homme/femme chez les Caroliginiens ».
« La coexistence religieuse était un objectif inconcevable dans l'Europe médiévale. Aucune des trois religions monothéistes d'alors n'aurait accepté que ses concurrentes puissent avoir le même niveau de vérité, ou que l'on puisse vivre en harmonie avec les fidèles d'autres credo […] . » Seule la situation politique du moment donnait un avantage aux musulmans ou aux chrétiens.
Dans son article « Al Andalus, convivencia et Islam, beaucoup de bruit pour pas grand chose », Maribel Fierro a la même analyse et oppose ces sociétés du Moyen Âge aux sociétés modernes, excluant aussi bien les visions iréniques de la convivencia que les persécutions : « Qu'en Al Andalus les monothéistes n'aient pas été tous égaux et qu'il y eût des épisodes de violence de la part des musulmans contre les autres groupes religieux n'est pas surprenant : il s'agissait d'une société médiévale. »
Au Moyen Âge, l'infériorisation juridique des groupes était la norme. Outre les groupes religieux, on compte également les femmes, les esclaves, les pauvres, les non-nobles, etc. Dans l'Empire musulman, les non-musulmans représentent longtemps la majorité des populations et il a fallu organiser les sociétés de manière pragmatique, ce qui fait dire à Francisco Márquez Villanueva : 

« […] cela se produisit aussi parce que la cohabitation entre les Chrétiens, les Maures et les Juifs constitua toujours une nécessité imposée par les faits sans jamais parvenir à être encadrée par de véritables principes juridiques déclarés. La gestion de ces principes s'avérait impossible à l'intérieur des paramètres de la pensée médiévale, ils purent seulement être formulés pour le monde entier comme le fruit de la période des Lumières. Autrement dit, il n'y a pas dans l'histoire de substitut à l'année 1789. »

— Francisco Márquez Villanueva
Par ailleurs, nombre des publications se concentrent sur Al Andalus parce qu'il s'agit d'un territoire sous domination musulmane en Europe. Or, le Moyen Âge islamique est de type impérial : des communautés non musulmanes y vivent partout et représentent même la majorité des populations jusqu'au XIe siècle. À cet égard, « distinguer le destin d’Al-Andalus de celui du reste du monde de l’Islam est un contresens », d'autant plus fautif que la société multiconfessionnelle d'Al Andalus disparaît au XIIe siècle, bien avant celles d'Orient.

### Genèse du concept

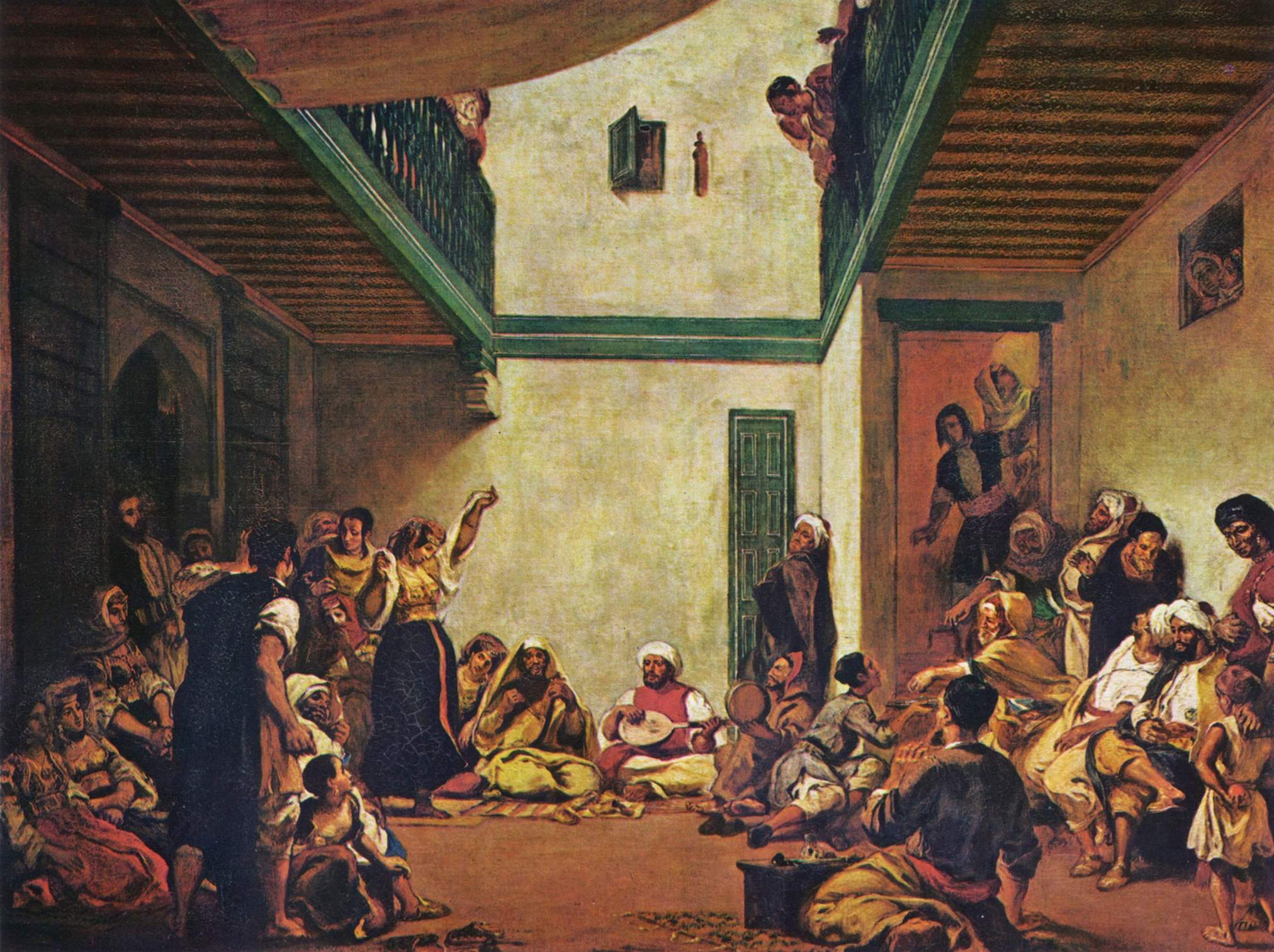
Eugène Delacroix, Noces juives au Maroc, 1839

Dans Al-Ándalus contra España, Serafín Fanjul dénonce le « mythe d'Al-Ándalus », c'est-à-dire de la contribution musulmane à la construction nationale espagnole, notamment la mystification de la pensée islamique développée au XIXe siècle par le romantisme littéraire qui tend à représenter une facette de l'histoire de l'Espagne d'une manière erronée. Cette mystification de la société maure n'est qu'une reprise du discours eurocentrique, celui du « bon sauvage » et celui du « Paradis perdu ». Ainsi, l'auteur démystifie l'idéalisation du passé islamique, autrement dit des Arabes supérieurs, raffinés et cultivés, succombant aux chrétiens barbares, ignorants et maladroits. Il montre que cette image idéalisée d'une Espagne multiculturelle, terre de tolérance et de vie en commun entre trois cultures et trois religions monothéistes est, pour une très large part, historiquement fausse.
En ce sens les racines la Convivencia plongent profondément dans l'histoire. Le concept est une incarnation du mythe rousseauiste du bon sauvage comme du mouvement orientaliste compris comme « l'admiration pour un Autre lointain et historiquement mystifié » — notamment en Andalousie vis-à-vis de l'Alhambra — alors que « l'orientalisme espagnol a toujours été africain et se termine sur les hauteurs de Tunis ». L'écrivain andalou Isaac Muñoz (es) est emblématique de cette nostalgie, lui qui souligne dans son œuvre « le splendide passé andalou, en s'identifiant au sentiment de nostalgie pour le paradis perdu des Arabes ».
Cyrille Aillet indique, en introduction de son article, l'importance historiographique de l'opposition entre les deux écoles espagnoles depuis 1860. La première, proche de la droite catholique, qui exalte la résistance des mozarabes aux pouvoir musulman, et l'autre, proche des libéraux, qui idéalise le pouvoir islamique médiéval pour mieux noircir les mozarabes : « Comme en Afrique et en Sicile, l’anticléricalisme a construit une image très favorable de l’islam, laïque, tolérant, progressiste, lui opposant le fanatisme de ces mozarabes rétrogrades. »
Si le concept de Convivencia est né dans l'Espagne franquiste autour d'interrogations sur l'« essence de l'Espagne », il est rejeté par les historiens espagnols avec l'ensemble des thèses essentialistes à la chute de ce régime. Abilio Barbero (1931-1990) et Marcelo Vigil (1930-1987) reprochent notamment à leurs prédécesseurs de « masquer la réalité historique de l'Espagne qui devient quelque chose de transcendant avec des constantes raciales et métaphysiques ».

### Concept historique
Dans son interrogation sur la nature profonde de l'Espagne du XXe siècle, Castro définit comme convivencia un « pluralisme stabilisé », ce que F. Glick décrit comme une « étape interrompue de fusion ou une assimilation incomplète ». Ce dernier met en évidence que la transformation et la « dissimilation » culturelles dans la péninsule ne supposent pas nécessairement des échanges pacifiques entre les religions. De plus, cette coexistence ne résulte pas d'une politique de tolérance dans l'acceptation moderne du terme, mais « d’absorptions ethnocentriques où l'exclusion des autres communautés est implicite »,.
Cyrille Aillet, dans son étude sur la déchristianisation d'Al Andalus à partir de la vague de martyrs du IXe siècle perd toute trace de présence chrétienne à Tolède jusqu'en 1067 et fait l'hypothèse que les chrétiens du XIe siècle sont de nouveaux venus. « [À Tolède], on perd toute trace de population chrétienne entre 893 et 1067 : les chrétiens du XIe siècle étaient-ils le prolongement de ceux du IXe siècle, ou bien s’agit-il de nouveaux venus ? ».
Dans l'Espagne médiévale, l'intégration, l'assimilation, les liens religieux et ethniques ont un caractère dynamique que Cyrille Aillet étudie région par région dans sa Géographie évolutive du christianisme d'Al Andalus, qui est ignorée par Castro. David Nirenberg voit dans ces compositions structurellement exclusives le fondement des conflits du XIVe siècle dans la péninsule,.
Pour Eduardo Manzano Moreno, la convivencia, comme concept historique affirmant la tolérance multiconfessionnelle à l'apogée de la domination musulmane, durant le Califat omeyyade (929-1031) n'est pas évidente. Les quelques éléments historiques qui sont parvenus de cette période décrivent surtout des califes très attentifs à l'orthodoxie religieuse, harcelant les disciples du philosophe Ibn Masarra, prévenant toute infiltration chiite, et Almanzor faisant détruire des livres d'astronomie et des livres controversés de sa bibliothèque. Quant aux relations avec les juifs et les chrétiens, trop peu de documents nous sont parvenus pour en tirer des généralités. Bien qu'Al-Andalus soit l'une des sociétés islamiques médiévales les mieux connues, à la fois par les écrits et par l'archéologie, nous ignorons presque tout de la population juive, son organisation, sa dynamique sociale. Nous n'avons d'informations que sur une poignée de personnes, principalement sur Hasday ibn Ishaq ibn Shaprut, qui ne nous permettent pas de dire s'il s'agissait d'un cas exceptionnel ou commun dans le califat. Les informations concernant les chrétiens ne sont guère plus étendues. Elles indiquent que Recemundo, évêque d'Elvira, était au service du calife comme ambassadeur et intermédiaire avec Juan de Gorze, et, pour le reste des habitants, elles permettent seulement de déduire que cette période a été plus calme que la précédente qui fut marquée par des vagues de martyrs. Enfin, la mention de ces deux personnages n'est pas liée à leur religion, mais à leur présence à la cour. L'auteur explique que l'extrême indigence des informations sur les minorités religieuses à l'époque califale peut être choquante en regard de la quantité de débats et de publications qu'elles ont suscitées.
Il conclut son article en expliquant que les concepts de tolérance et de convivencia sont inopérants en tant qu'outils historiques : « Ils impliquent des concepts politiques employés par divers agents, dans des circonstances différentes, avec des objets [politiques] très différents ». Si la société médiévale ibérique est de nature multiconfessionnelle, il est impossible de comprendre cette société en adoptant un point de vue statique. Il existe un large spectre de situations, de contacts et d'interactions, dépendant de lieux et d'époques. Plus difficile encore, dans le cadre des débats contemporains, les « platitudes » associées à la convivencia supposent un difficile glissement sémantique du cultuel vers le culturel, en étudiant sous l'angle interculturel l'Islam, le Christianisme et le Judaïsme qui sont avant tout des religions. Par ailleurs, il estime que Cordoue a été à l'origine de la confluence de cultures aux traditions très différentes, situation qui a provoqué des frictions avec ceux qui ne respectaient pas les interdits des autres religions, tel le poète Al Ramadi (mort en 1012) — qui écrivait insolemment : « J'ai baisé mon aimé devant un prêtre, et j'ai bu des verres du vin qu'il avait sanctifié » —, mais que cette diversité a facilité la réception et la traduction d'ouvrages scientifiques aux provenances variées.
A contrario, Eduardo Manzano Moreno souligne que le califat était de loin le plus puissant système politique en Europe depuis la chute de l'Empire romain. À son apogée sous Almanzor, Al Andalus était doté d'une administration centralisée, d'une armée et d'une marine puissantes ; son État et sa population étaient relativement riches grâce au développement de l'agriculture, de l'irrigation, d'une industrie et d'un commerce florissants. Manzano Moreno en prend pour preuve l'immense trésor accumulé par les Omeyyades grâce à leur système fiscal. Bien plus qu'une hypothétique « convivencia », c'est avant tout à une augmentation de la production économique à cette époque qu'Al Andalus doit sa richesse culturelle et artistique,.

## Mythifications politiques
Avant son abandon en Espagne, le « vivre ensemble » de l’Espagne médiévale a été régulièrement invoqué pour soutenir différentes idéologies. La tolérance musulmane médiévale est régulièrement utilisée dans des buts politiques.
Une part significative de la production universitaire contemporaine analyse la Convivencia comme un ensemble de mythes, en analyse les racines et les différentes formes. C'est par exemple le cas de Bruno Sorovia qui, en introduction de son article « Al Andalus au miroir du multiculturalisme », se plaint de la difficulté à considérer simplement Al Andalus « comme une partie de l'histoire du monde islamique classique » et qu'il soit commun « de l’interpréter de manière singulièrement acritique, avec les yeux du présent ».
Pour Maribel Fierro « Le mythe d'un paradis de tolérance, d'harmonie et d'absence de conflit n'existe pas tellement dans la production historique sur Al Andalus dans son ensemble », mais plutôt dans des livres de vulgarisation à vocation politique.

### Mythifications en relation avec le judaïsme
Au XIXe siècle, « ce mythe fut utilisé dans le cadre de ce que Salo W. Baron a nommé « la conception larmoyante de l’histoire juive » » et, notamment, par Heinrich Graetz pour souligner l'intolérance chrétienne. Ce récit produisit une césure radicale entre Ashkénazes et Sépharades et « comme l’a dit en d’autres mots Bernard Lewis, le « mythe de la tolérance musulmane » a été utilisé par plusieurs savants de la fin du XIXe siècle comme « un bâton avec lequel [ils pouvaient] battre leurs voisins chrétiens » ».

Le mythe est réutilisé dès 1939, en opposition au projet sioniste puis à la création d'Israël en 1948, par la mise en valeur de la tolérance islamique par rapport à des juifs ingrats. Dans les polémiques qui s'ensuivirent à partir de 1946, les sept siècles de parfaite coexistence d'un côté s'opposent aux treize siècles de souffrance et d’humiliation. L'usage idéologique du terme se poursuit dans une publication de 2007. 

« La revendication d’une tolérance islamique a été récemment utilisée par des auteurs arabes et pro-arabes, qui reprochent au sionisme de saper l’harmonie passée. Un camp adverse, représenté par des auteurs juifs et sionistes qui voient dans la vie juive médiévale sous l’Islam comme une souffrance absolue et un désastre, et soutiennent que l’antisémitisme arabe du XXe siècle s’enracine profondément dans une haine des juifs arabo-musulmane congénitale. Les deux affirmations, cependant, sont basées sur des mythes historiques. »

— Mark R. Cohen

### Mythifications dans l'Espagne contemporaine
En Espagne, le concept de Convivencia a été continuellement interrogé et fait l'objet de récupérations politiques, tant dans sa version limitée à Al Andalus comme dans sa version étendue à toutes les Espagnes médiévales. Christine Mazzoli-Guintard souligne que « le mythe de la tolérance andalouse naît dès le  lendemain de la conquête ». Il se base sur le partage de la basilique Saint Vincent entre chrétiens et musulmans jusqu'à la création en 785 de la mosquée de Cordoue sur les lieux de cette basilique. Or « Le partage relève de la légende, l'archéologie ayant révélé l'exiguité d'un édifice qui n'aurait pu abriter les deux communautés ».
Au-delà de la version patriotique développée pendant le franquisme, la Convivencia est récupérée par les nationalistes espagnols dans le cadre de la forte décentralisation de l'Espagne démocratique. Dans l'Andalousie contemporaine, la notion est mise en avant pour promouvoir une politique qui ferait de cette communauté autonome un pont entre l'Europe et l'Afrique, par un gouvernement autonome qui revendique la promotion des «  valeurs de convivencia et de tolérance qui caractérisaient la civilisation andalouse, afin notamment de favoriser la culture, la promotion du tourisme et la dynamisation des structures économiques de l’Andalousie, grâce à la connaissance d’'Al-Andalus ».
Pour Juan Vicente García Marsilla, le sauvetage du mythe en Espagne a lieu durant la transition démocratique. C'est le résultat d'une tendance idéologique quasiment opposée au franquisme, mais non moins anhistorique. Alors que la plupart des historiens abandonnent la vision franquiste des Espagnes médiévales, de nombreux autres acteurs espagnols tendent à renforcer le mythe d'une harmonie religieuse dont la seule opposition visible se base sur la lecture patriotique développée par le « national-christianisme » franquiste. L'auteur compte notamment dans ces facteurs le développement de cultures de masse, le rapprochement de Juan Carlos I avec les monarchies arabes, la recherche par la jeunesse de référents historiques de tolérance espagnole, la reconnaissance tardive d’Israël, et, en Andalousie, l'exaltation nationaliste d'un glorieux passé. Enfin, le tourisme de masse et le tourisme culturel, conditionnés de longue date à l'exotisme du Sud de l'Espagne par les œuvres de Prosper Mérimée et Washington Irving, parachève l'image idyllique d'un peuple fier de ses origines multiculturelles.
Al Andalus est de nouveau appelé en gage durant les années 2000 après la guerre du Golfe et les attentats de Madrid. « Le problème, dans tous les cas, est que baser une politique contemporaine sur un passé inventé, c'est comme tenter de construire un bâtiment sur des fondations de pâte-à-modeler ». A l'histoire médiévale « peinte en rose » répond une histoire médiévale « peinte en noir », écrite par les milieux les plus conservateurs, où les « vrais Espagnols » sont chrétiens, et les minorités religieuses sont des terroristes.

### Mythe américain
Abandonné en Espagne, le concept se développe essentiellement aux États-Unis, progressivement détaché de l'histoire de l'Espagne médiévale. Aux États-Unis, deux éléments fondamentaux focalisent les études sur la convivencia comme idéalisation du multiculturalisme aux États-Unis ; des œcuménistes contemporains ont appelé au retour à la situation de Convivencia de Cordoue des Xe et XIe siècles, sous domination musulmane, sans en interroger sérieusement les fondements, « et dans des termes qui ont peu ou pas de lien avec la réalité d'alors ».
D'autre part, le dernier quart du XXe siècle voit la montée en puissance du monde arabe et l'émergence de l'Islam politique. Ces phénomènes vont généralement de pair avec des tensions croissantes dans diverses régions du monde, donnant lieu à des publications très marquantes telles que The Clash of Civilizations and the Remaking of World Order publié par Samuel Huntington en 1996, et qui, par ricochet a attiré l'attention du grand public sur l’Andalousie médiévale. Prenant part à ce débat, plusieurs auteurs aux États-Unis, tels que María Rosa Menocal, ont mis en avant la tolérance dans l'Andalousie omeyyade. Cette dernière explique « l'impossibilité de comprendre ce qui à une autre époque n'était qu'un ornement dans le monde sans voir le reflet de cette histoire sur le seuil de notre porte ». Le concept est employé dans un cadre éminemment politique. Il est notamment cité plusieurs fois par Barack Obama,.
Pour Bruno Soravia, ce sont essentiellement les universitaires américains qui idéalisent la Convivencia et en font une période de tolérance et de transmission fluide des savoirs et des arts entre les mondes arabes et européens. Cette idéalisation procède d'une récupération à contre-pied de la littérature nationaliste dans une interprétation qui oppose Al Andalus aux nationalismes mesquins des royaumes chrétiens du nord comme symbole d'une globalisation bienfaisante. Il attribue cette approche à une méconnaissance politique et sociale d'Al Andalus et de ses personnages dont la cause première est l'ignorance générale des textes — récents ou anciens — rédigés dans d'autres langues que l'anglais, notamment l'abondante littérature en espagnol, en arabe et en français, qui les conduit à faire d'Al Andalus une tabula rasa, aux marges du monde islamique dans une péninsule Ibérique coupée du monde médiéval. Cette scène détachée de ses racines historiques devient alors le lieu de batailles idéologiques et anachroniques aux récits plus ou moins fictionnels avec l'école post-moderne américaine dont Maria Rosa Menocal est la plus célèbre représentante dans ce contexte.
Par contraste avec les États-Unis, la célébration du millénaire de la chute du Califat d'Al Andalus en Espagne a été bien plus discrète et l'essentiel des auteurs espagnols qui ont pris la parole l'ont fait pour mettre en garde contre une idéalisation d'Al Andalus. Eduardo Manzano Moreno met en avant les perspectives très différentes entre les auteurs américains et européens sur ce concept, perspectives qui sont notamment étudiées et comparées par Ryan Szpiech.

### Mythe en relation avec l'Islam
L'essentiel des mythes sur Al Andalus se sont développés chez les vainqueurs dans le monde latin et chrétien, parfois en piochant dans l'imaginaire arabe. Dès le début des pertes territoriales arabes en Al Andalus, aux XIIe et XIIIe siècles se développe, au travers de la poésie, une mythologie islamique autour des territoires perdus assimilés au paradis de l'Islam et ignorant les difficultés internes. Elle génèrent un double processus de mythification : d'un côté l'oubli des difficultés historiques de ces territoires, et de l'autre la conservation, l'exagération, voire l'invention de traits merveilleux.
Ainsi, Al Andalus est rapproché politiquement des Califats omeyyade et abbasside à leurs apogées. Il « réunit les mérites de la Syrie pour l’excellence de sa terre et de son climat, du Yémen, pour ses proportions et sa régularité, de l’Inde pour son parfum et son sol, de l’Aḥwāz (ville du Ḫuzistān) pour les revenus de ses impôts, de la Chine pour les pierres précieuses de ses mines, d’Aden pour l’utilisation de ses rivages ». Ces territoires possèdent toutes les vertus du dār al-islām, du paradis de l’Islam. Cette présentation devient un lieu commun de la littérature et de la poésie arabo-musulmane pendant des siècles et englobe l'essentiel des idées qui forgent le mythe : richesse matérielle, grandeur politique, apogée culturel et tolérance confessionnelle.
Pour Pascal Buresi, le malentendu vient d'une lecture littérale de certains textes poétiques composés durant les conflits de la Reconquista, comme ceux d'Ibn Ḫafāǧa. Ceux-ci sont présentés comme « pastoraux » alors que, empruntant à des courants poétiques plus anciens, ils devraient être compris comme « une poésie de combat ou de refus, peut-être de fuite de la réalité, l’expression d’une société menacée qui, pressentant sa prochaine disparition, prépare déjà son éloge funèbre ». L'auteur retrace ce mythe jusque dans des productions contemporaines telles que le film al-maṣīr de Youssef Chahine en 1997.

### Dépassement du mythe
Eduardo Manzano indique que le succès du concept de « convivencia » est surtout dû au peu d'intérêt à théoriser sérieusement et rigoureusement les processus d'acculturation qui se produisirent dans la péninsule Ibérique médiévale, terrain qui a cependant intéressé plusieurs arabisants espagnols comme Thomas Glick aux États-Unis.
La plupart des chercheurs appellent à une « démystification » d'Al Andalus, notamment à l'abandon du concept de convivencia, devant la difficulté à donner un contenu à cette notion aux contours flous. Comme le résument Manuela Marín et Joseph Pérez, « le mythe de l’« Espagne des trois cultures », amplement utilisé comme élément de propagande, est si loin de la réalité historique, qu’il ne peut que générer de nouveaux éléments de confusion ». Pour Christine Mazzoli-Guintard, il n'y eut ni conviviencia, ni cohabitation armée, mais des réalités très différentes selon les groupes sociaux considérés, sous la pression constante d'un pouvoir cherchant la coexistence dans l'évitement. Juan Vicente García Marsilla s'oppose à une histoire « à la carte » qui consiste à mettre en valeur des éléments utiles pour une idéologie et à ignorer ceux qui la desservent, attitude commune et d'autant plus condamnables que les sources sont abondantes.
Pour Maribel Fierro, le concept de Convivencia masque les inégalités structurelles des communautés du Moyen Âge. En se concentrant sur leur dimension religieuse, il ignore les autres paramètres majeurs qui participaient à l'identité des individus et des groupes, et à leur place dans la société : langue, culture, ethnicité, genre, statut social, âge. Il n'aide donc pas le lecteur contemporain à une meilleure compréhension des Espagnes médiévales. Maribel Fierro met en avant le concept de « conveniencia » (voir infra) avancé par Brian Catlos, beaucoup plus à même de rendre intelligibles ces sociétés.
Il existe différentes approches pour expliquer les interactions entre religions durant ces siècles, mais la plus répandue depuis le XXIe siècle est d'étudier l'Espagne médiévale en considérant que les interactions entre les religions étaient polymorphes, variables selon les lieux et les situations, et que les coopérations et conflits sont différents aspects d'une même réalité qui doivent être étudiés conjointement.
Aux États-Unis, Thomas F. Glick propose de sauver le concept en le complexifiant, en le replaçant dans une logique anthropologique et en ajoutant des notions de « friction, rivalité et suspicion ».
Plusieurs autres concepts, d'usage plus marginal, ont été proposés, comme la conveniencia (Brian Catlos) qui propose une lecture basée sur les accords tacites ou formels entre groupes, ou la disvivencia (Fabio López Lázaro) qui place au cœur des interactions le risque de métissage des identités chrétiennes et musulmanes. Pour Maribel Fierro, la complexité culturelle du Moyen Âge ibérique est toujours en attente d'un traitement digne,

## Postérité
En 2012 est créée la « Maison de la sagesse de Grenade », dont le nom est inspiré des maisons de la sagesse du Califat abbasside. Son siège est à Fès à partir de 2016. Elle a pour but de promouvoir la convivencia, de favoriser la culture de paix promue par l'Unesco.
Le roman Le Médecin de Cordoue relate une version romancée de la vie de Maïmonide, médecin philosophe juif. En déroulant la vie de Maïmonide dans cette Andalousie du XIIe siècle, puis à Fez et enfin en Égypte où sa réputation lui ouvre les portes de la charge de médecin particulier de Saladin, le roman nous replonge dans ce passé et fait percevoir ce que l’interaction des cultures peut engendrer de meilleur pour l’épanouissement social, politique et religieux de ces communautés. Le Médecin de Cordoue a été couronné par le prix des libraires (1975), traduit en plusieurs langues.
Si la notion de Convivencia est écartée par les historiens espagnols contemporains et que les parallèles entre ces périodes et l'époque actuelle sont vus avec méfiance, il existe en Espagne un intérêt pour l'héritage califal, et la façon dont la Renaissance a récupéré par son intermédiaire les legs gréco-romains. Ainsi, le traité sur l'amour Le Collier de la colombe, du poète cordouan Ibn Hazm, mort en 1064, a été retraduit par Jaime Sánchez Ratia ainsi que plusieurs grands poètes de la période califale et de la première période de Taifas comme Ibn Zaydún et sa maîtresse célèbre pour ces vers por Dios, estoy hecha para la gloria / y avanzo, orgullosa, por mi camino : « par Dieu, je suis faite pour la gloire / et j'avance, orgueilleuse, sur mon chemin ». De même, l'architecture et les restes archéologiques sont mis en valeur.